# Geschichte des Weinbaus in Franken

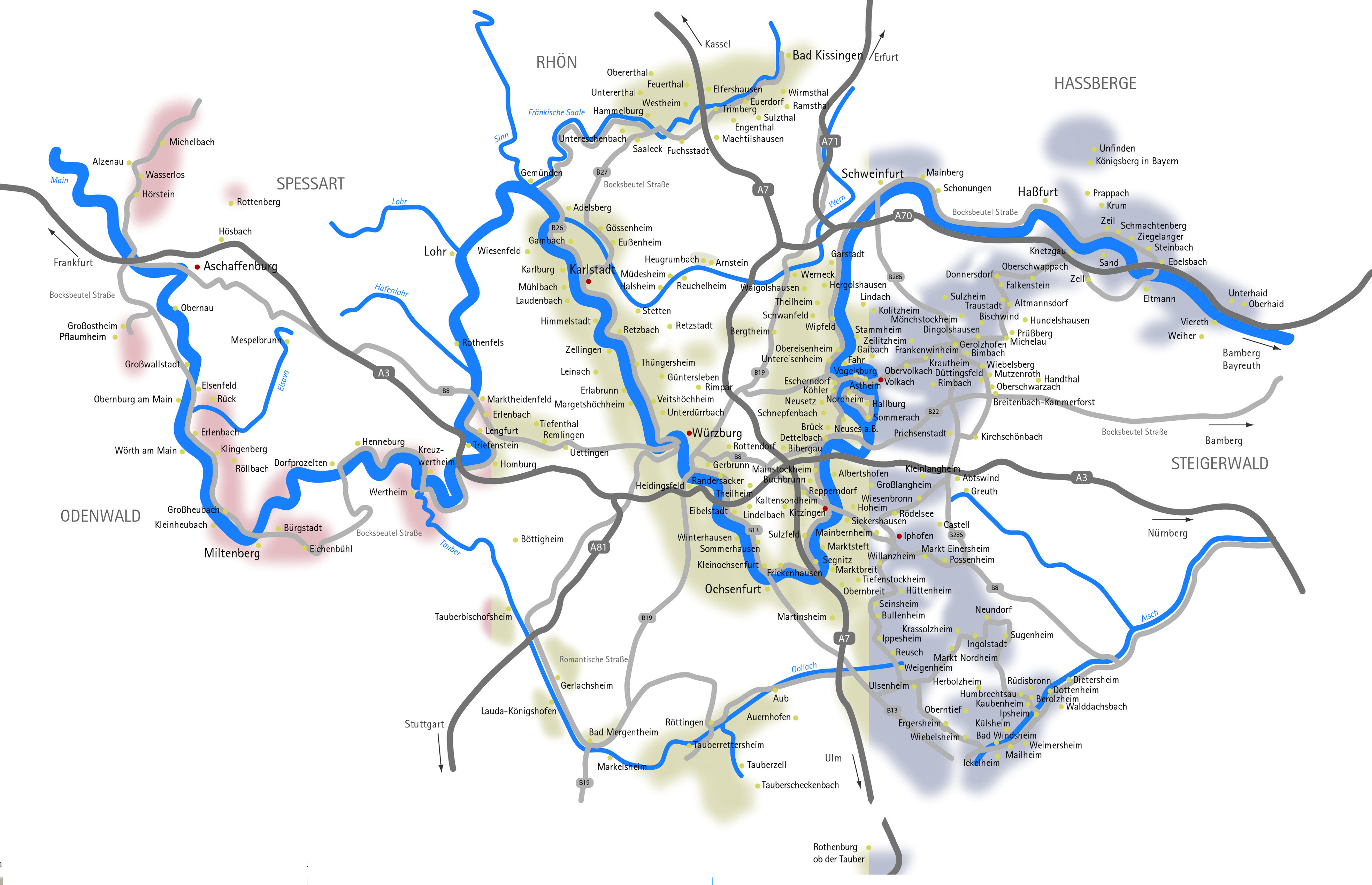
Karte des Weinanbaugebietes Franken im 21. Jahrhundert

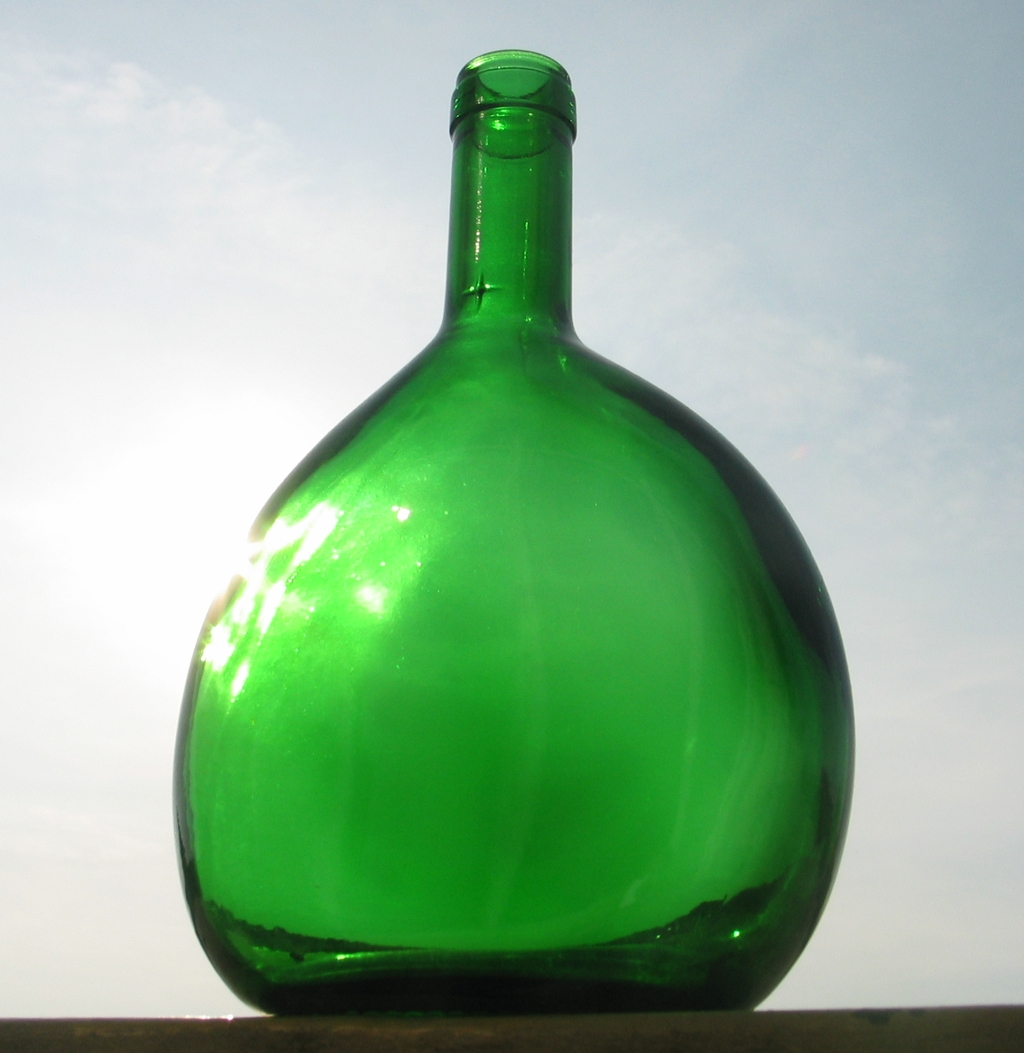
Der Bocksbeutel, seit dem 16. Jahrhundert nachweisbar, gilt als typische Flasche für den Frankenwein

Die Geschichte des Weinbaus in Franken begann im 8. Jahrhundert. Mit der Übernahme der Rebkultur entstand im Mittelalter das größte Weinanbaugebiet des Heiligen Römischen Reiches, das zeitweise über 40.000 Hektar Rebfläche umfasste und sich im Süden bis Forchheim und im Osten bis Kulmbach erstreckte. Die Strukturen dieses Areals waren über Jahrhunderte von der fränkischen Ausformung der Feudalherrschaft, der sogenannten Grundherrschaft geprägt. Insbesondere die geistlichen Institutionen wie Klöster und Stifte förderten den Anbau des Weines und den Handel mit dem Getränk.
Die Geschichte des fränkischen Weinbaus wird von zwei tiefergehenden Strukturkrisen beherrscht. Durch die Kleine Eiszeit und den Dreißigjährigen Krieg verschwanden die Weinreben im heutigen Ober- und Mittelfranken nahezu vollständig. Fortan konzentrierte sich die Weinkultur nur noch auf Areale entlang des Maindreiecks bzw. -vierecks. Einen weiteren Einschnitt erlebte der Weinbau mit dem Ende der Feudalherrschaft zu Beginn des 19. Jahrhunderts sowie mit der Verbreitung der Reblaus ab 1902. Aus den selbstbewussten Weingutsbesitzern der Frühneuzeit wurden vielerorts wieder Nebenerwerbsweinbauern.
Die Überwindung der Krisen prägt ebenfalls die Geschichte des Weinanbaus in Franken. So setzte in der zweiten Hälfte des 19. Jahrhunderts eine Professionalisierung der zumeist als Einzelunternehmer tätigen Weinbauern ein, die auch staatlich gefördert wurde. Heute präsentiert sich das Qualitätsweinanbaugebiet Franken als vielschichtige Weinregion entlang von Main und Tauber. Den kleinteiligen Strukturen des Mittleren Maintals und Steigerwaldvorlandes stehen die mittelständischen Weingüter Würzburgs gegenüber, die zu den größten weinbautreibenden Unternehmen Deutschlands gehören.

## Frühmittelalter

### Anfänge im 8. Jahrhundert
Während die Literatur des 19. Jahrhunderts den Beginn des Weinbaus in Franken auf die Merowingerzeit verlegt, geht die neuere Forschung davon aus, dass die Weinrebe die Region erst in der Karolingerzeit erreichte. Wahrscheinlich etablierte sich die Rebkultur zur Zeit Karls des Großen vom heutigen Frankreich aus kommend. Archäologische Funde aus Würzburg und Karlburg geben Hinweis auf die frühe materielle Kultur des Weinbaus. Es wurden sogenannte Tatinger Kannen ausgegraben, die im 8. oder 9. Jahrhundert aus dem Mittelrheingebiet an den Main gelangten. Sie wurden wohl für das Ausschenken von Messwein verwendet.
Die ersten schriftlichen Nachweise von Weingärten gehen auf die 770er Jahre zurück. Die Nennungen beschränkten sich in dieser frühen Phase noch weitgehend auf reine Aufzählungen einzelner Weingärten, während Nachbarregionen im Karolingerreich bereits eine differenzierte Weinwirtschaft besaßen. Im „Codex Eberhardi“ taucht für den 28. Dezember 770 eine Schenkung an das Kloster Fulda auf. Egi und seine Gattin Sigihilt übergaben dem Kloster ihren Besitz in Münnerstadt und Halsheim. Darunter waren auch Weinberge („vineis“), Wälder, Felder, Wiesen, Weiden, Teiche und Bäche. Unklar bleibt, ob die Berge in Münnerstadt oder in Halsheim lagen.
Die zweite Erwähnung entstammt ebenfalls dem „Codex Eberhardi“. Es handelt sich allerdings nicht um eine originale Siegelurkunde, sondern um eine Abschrift eines karolingischen Diploms. Der Adelige Troand schenkte Kaiser Karl im Jahr 775 sein Eigenkloster Holzkirchen. In der Urkunde wurden ebenfalls „vinae“ erwähnt. Wiederum ist unklar, wo genau die Weinberge lokalisiert waren. Höchstwahrscheinlich waren sie im nahegelegenen Maintal gelegen. In beiden Erwähnungen im „Codex“ tauchten die Weinberge zunächst in der Hand von ostfränkischen Adeligen auf. Sie gelangten von ihnen aus an Klöster, insbesondere das Kloster Fulda.
Das Kloster Fulda ist auch der Empfänger einer Schenkung Kaiser Karls vom 7. Januar 777. Die Urkunde wird gemeinhin als erste Nennung von Weinreben im späteren Franken angesehen, weil sie die erste Siegelurkunde darstellt, in der Weinbau Erwähnung findet. Mit der Urkunde gelangte der Reichsbesitz Hammelburg an die Abtei Fulda. Wiederum tauchte im Diplom die Weinberge neben Feldern, Wiesen, Wäldern und Gewässern als erstes auf, was auf die Bedeutung dieser landwirtschaftlichen Sonderkultur hinweist.
Noch 716 hatten in der Schenkungsurkunde des Herzogs Hedan II. an den Kirchenreformer Bonifatius um Hammelburg keine Weinberge bestanden. Wahrscheinlich führten die Karolinger selbst auf ihren Königsgütern den Weinbau ein, wobei die Bestimmungen des „Capitulare de villis“ eine bedeutende Rolle bei dieser Entwicklung spielten. Die Weinberge waren, auch unter dem Kloster Fulda in der zweiten Hälfte des 8. Jahrhunderts, Teil des Herrenlandes. Bewirtschaftet wurden die Weingärten durch Spezialisten, die vom Kloster ein kleines Gut verliehen bekommen hatten.
Räumlich präziser fällt im Jahr 779 die Nennung von Weinbergen in der zweiten Würzburger Markbeschreibung aus. Die Grenze der Würzburger Mark verlief danach durch die Flur Wolfsgrube und an „Fredthantes Wingarton“ vorbei. Die Weinberge waren also nahe Heidingsfeld bei den Rabansbuchen verortet. Damit bestanden bereits in karolingischer Zeit Weingärten nahe des geistigen und herrschaftlichen Zentrums Frankens, was die enge Verbindung von Weinbau und Herrschaft unterstreicht.

### Weitere Ausbreitung
Für das 9. Jahrhundert sind wiederum Quellen aus dem „Codex Eberhardi“ relevant. Im sogenannten Reichsurbar des Klosters Banz wurde ein Gutskomplex im Besitz der Abtei Fulda beschrieben. Darunter ist auch der Ort „Wingardi“, für den ein Weingarten („vinea“) aufgeführt wird. Bei der Urkunde, die auf das beginnende 9. Jahrhundert datiert wird, handelte sich um den ersten Nachweis des Ortes Weingarten nahe Lichtenfels. Die Benennung eines Ortes nach den hier befindlichen Weinbergen lässt auf die Bedeutung des Produkts für die lokale Getränkeversorgung schließen. Erstmals ist der Weinbau auch in Gebieten nachweisbar, in denen heute keine Produktion mehr besteht.
Im Jahr 816 tauchten „vineis“ in einem Diplom auf, welche das Ausstattungsgut für das von Megingaud und seiner Frau Imma gegründete Kloster Megingaudshausen beschrieb. Die Mönchsniederlassung erhielt Besitzungen zwischen dem heutigen Groß- und Kleinlangheim im Norden, Ullstadt im Osten, Krautostheim im Süden und Bullenheim im Westen. Unklar bleibt, wo genau die Weinberge lagen. Allerdings sind die Orte heute alle im Kernraum des Weinbaugebietes Franken zu finden.

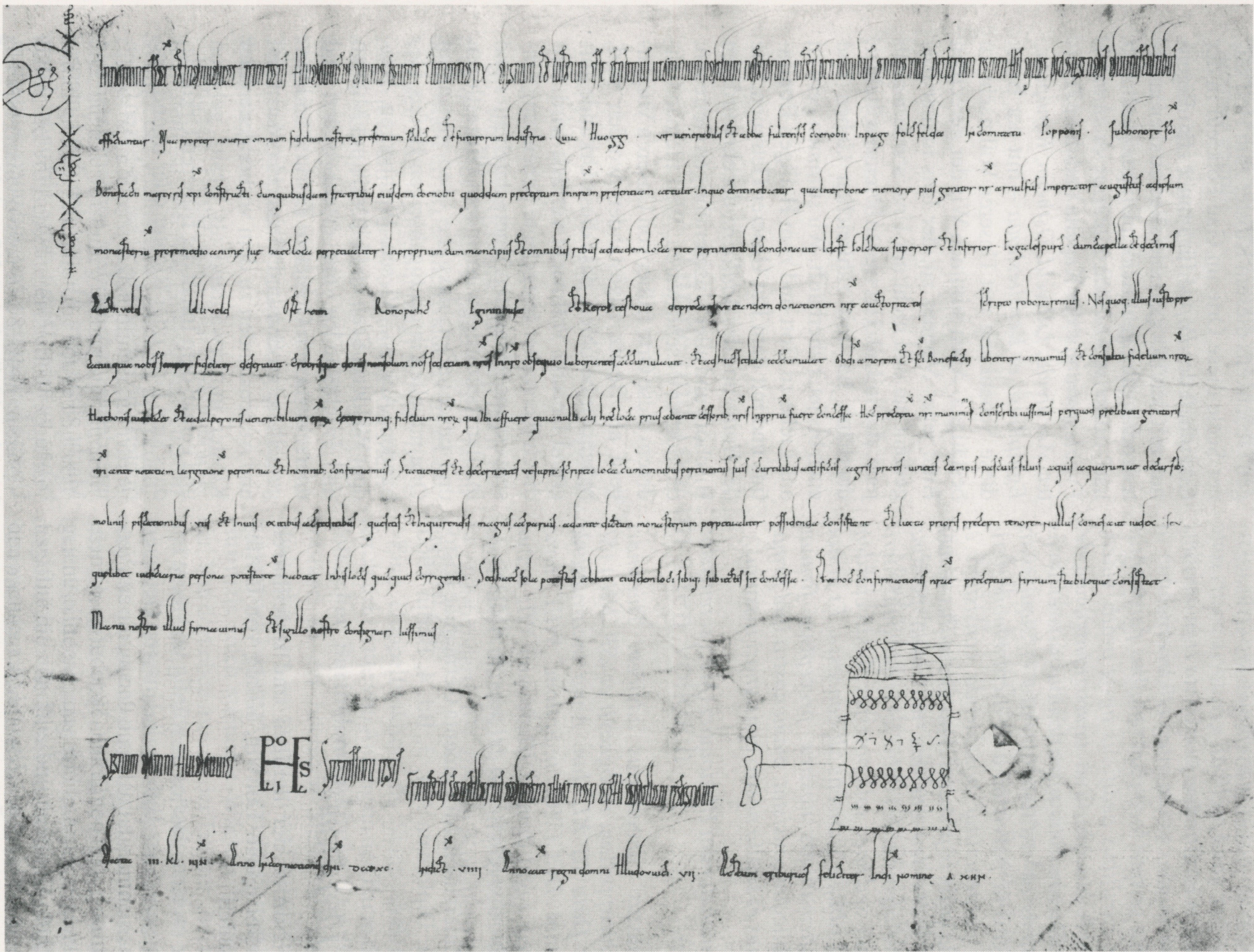
Diplom von 906 mit der Erwähnung des Weinbaus in der Region um Volkach

Der zeitlich nächste Nachweis von Weinbau in der Region ist wiederum über den „Codex Eberhardi“ tradiert. Es handelt sich um ein Güterverzeichnis des Klosters Fulda aus dem Jahr 830. Erstmals wurden hier konkrete Weinbergsflächen überliefert. Weinberge wurden im Güterverzeichnis in Gramschatz, Retzstadt und Heßlar ebenso genannt wie in Hammelburg, Langendorf, Ippesheim, Eichelsee und Willanzheim. Die Weinberge wurden in Ruten gemessen und lagen als schmale Streifen an den Hängen.
Weitere Nachweise des fränkischen Weinbaus finden sich für das 9. Jahrhundert in weiteren vier Quellen. Im Jahr 842 gelangten, wiederum im „Codex Eberhardi“ nachgewiesen, Weinberge in Thulba aus den Händen eines Adeligen Hagano an das Kloster Fulda. Das „Liber possesionum Wizemburgensis“ des Klosters Weißenburg im Elsass überlieferte den Ertrag zweier Weinberge in Westheim bei Hammelburg und in Schweinfurt. Die Güter des Klosters waren als karolingischer Herrenhof mit einer Kirche im Zentrum organisiert und lieferten den Weinertrag in Fudern an die Abtei.
Am 13. März 888 übergab Kaiser Arnulf seinem Ministerialen Epo ein Haus mit Hof und Zugehörungen, darunter auch Weinberge, in Krautheim bei Volkach. Damit wurde das heutige Zentrum des fränkischen Weinbaus am Maindreieck erstmals in den Quellen mit Wein in Verbindung gebracht. Die letzte frühzeitliche Urkunde datiert auf 889. Es handelt sich um eine Schenkung des Isanbrath an das Kloster Fulda. Dabei wurden die Berge nicht nur bei der Aufzählungen des Zubehörs erwähnt, sondern tauchen auch als Schenkungen an den Sohn Isanbraths auf.
Eigentlich muss auch eine Bestätigungsurkunde von 906 noch dem 9. Jahrhundert zugeschlagen werden, da sie zwischen 887 und 889 erstmals ausgestellt wurde. In der Urkunde wurde Weinbau für Orte entlang der Volkacher Mainschleife erwähnt. 903 erhielt der Würzburger Bischof durch König Ludwig unter anderem Weinberge in Frickenhausen (am Main). Das heutige Oberfranken tauchte in einer Urkunde von 911 neuerlich als Weinbauregion auf. König Konrad übergab in einer Urkunde dem Ansbacher Gumbertuskloster Weinberge in Viereth.
Der letzte Nachweis der Frühzeit des fränkischen Weinbaus datiert auf das Jahr 918. Aus den Händen König Konrads empfing der Freisinger Bischof Dracholf die Bestätigung für seine Besitzungen zwischen Wipfeld und Groß- bzw. Kleinlangheim. Dabei werden auch zwei Weinberge in Nordheim (am Main) (lat. „vineas duas ad Nordheim“), sowie Weingärten in Stadelschwarzach und Wiesentheid erwähnt. Wahrscheinlich hatte sich in der Region bereits eine Spezialisierung auf den Weinbau eingestellt, die ein Zentrum auf der heutigen Weininsel hatte.
Nennungen von Weinbergen enden nach der Urkunde von 918 für 50 Jahre zunächst abrupt. Grund hierfür könnte die Zeit der „Ungarnstürme“ sein. Die direkten Zerstörungen von Weinbergen ging auch mit einem durch die Kriegszüge verbundenen Niedergang der Klosterkultur einher, die bisher zu den Hauptabnehmern des Weins gehört hatte. Erst im Jahr 973 tauchte fränkischer Weinbau wieder in einer Urkunde Kaiser Ottos II. auf. Genannt wurden darin die Orte „Dungide“ (Thüngen), „et Donnaha et Brohem et Ostmilinge et Cruciburg et Uuestmilinge et Thachebechi et Uualehesleba et Corneri et Helinge et Rokkesstedi et Salzunga“. Wiederum blieb unklar, wo genau die Berge lagen.
Schenkungen Ottos II. sind auch die beiden weiteren Nachweise von Weinbau in Franken. Zum einen bestätigte der Kaiser am 21. Mai 977 einer gewissen Willa ihre Schenkung an das Kloster Rasdorf. Damals wechselten auch Weinberge bei Eisenheim an der Mainschleife den Besitzer. Da für den Ort bereits frühere Schenkungen ohne Weinbau bekannt sind, kann man davon ausgehen, dass sich der Weinbau nach einer Stagnationsphase in der zweiten Hälfte des 10. Jahrhunderts wieder ausbreitete. Hierauf verweist auch eine Urkunde aus dem Jahr 982, in der Weinberge um Walldorf und Meiningen genannt werden.

## Hoch- und Spätmittelalter

### Entstehung von Weinbauzentren
Konnten bereits in der Frühzeit des Weinbaus in Franken vor allem Adel, Welt- und Mönchsklerus als Treiber hinter der Ausbreitung des Weinbaus ausgemacht werden, verstärkte sich diese Entwicklung in der Zeit des Hoch- und Spätmittelalters noch, wobei sich Weinbauzentren herausbildeten. Diese waren eng mit den administrativen Hauptorten Frankens verbunden, umfassten aber auch Areale, die heute nicht mehr als Weinbaugebiete bekannt sind. So tauchte der Weinbau im Jahr 1007 im Zusammenhang mit der Gründung des Bistums Bamberg in einem Gebiet auf, das vor allem für die Bierproduktion bekannt ist.

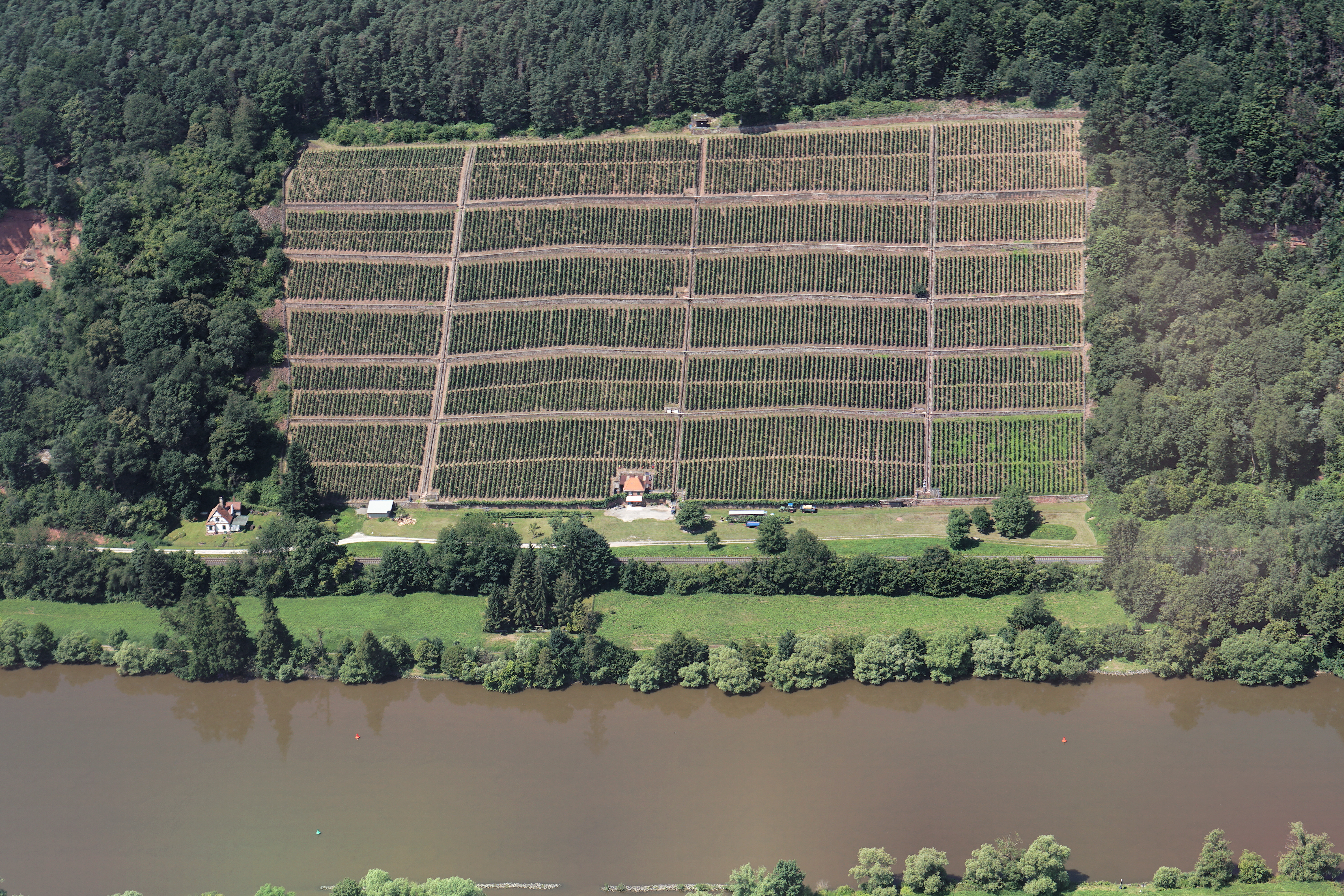
Wein wird in Großheubach bei Klingenberg nachweislich bereits seit dem 12. Jahrhundert angebaut

König Heinrich II. überließ dem neu zu gründenden Bistum Bamberg unter anderem das „Predium Hallstadt“, das mit Weinbergen ausgestattet war. Der Würzburger Weinbau wurde ebenfalls ab der ersten Hälfte des 11. Jahrhunderts fassbar. Ein Güterverzeichnis der Domkustodie erwähnte zwei Weinberge, einen auf dem Würz- oder Marienberg und einen auf dem Gleis- oder Nikolausberg. In der Folgezeit häufen sich Nachweise zum Weinanbau in Franken. Aus dem Jahr 1065 hat sich eine Urkunde des Klosters St. Stephan erhalten, in der die Stiftung von Weinbergen an das Kloster festgelegt wird.
Über die mittelalterliche Organisation des Weinbaus unterrichtet eine Quelle aus Kitzingen. Eine Liste der Besitzungen und Einkünfte des Benediktinerinnenklosters Kitzingen aus der zweiten Hälfte des 11. Jahrhunderts beschreibt sieben Weinbauern („vinitores“) in der dem Kloster zugehörigen Siedlung Kitzingen, sowie weitere in Iphofen und Dettelbach. Bereits 1060 hatte der spätere Bamberger Bischof Meinhard einer mit S. (wohl Sophie I.) bezeichneten Äbtissin von Kitzingen einen Brief geschrieben, in der er sich für die Übersendung zweier Sorten Wein bedankte.
Weitere Zentren des Weinbaus im Hochmittelalter lagen um Kloster Banz und um Forchheim im heutigen Oberfranken, wo erstmals im 12. Jahrhundert am sogenannten Bischofsberg Weinberge nachgewiesen werden können. Um Würzburg bildete sich zur gleichen Zeit bereits eine Ämterstruktur heraus, die auf dem Weinbau aufbaute. Erstmals im Jahr 1128 wurde der fürstbischöfliche Hofkeller urkundlich genannt. Wahrscheinlich wurde der Ausbau der Reben in unmittelbarer Nähe zum Dom betrieben. Mit der Verlegung des Zentrums auf den Marienberg zog wohl auch der Hofkeller mit auf die Festung über der Stadt.
Der Weinbau am Mainviereck trat ebenfalls im 12. Jahrhundert in den Quellen hervor. Die Traditionsnotizen des Klosters Amorbach erfassten bereits um 1100 „vini locis“ (lat. Weinorte). Es handelte sich um Güter in Großheubach und Kirschbach auf der rechten Mainseite, sowie in Lullingscheit (dem heutigen Freudenberg) auf der linken. Bis zum 14. Jahrhundert betrieben nahezu alle Orte zwischen Lohr und Aschaffenburg Weinbau, wobei die Nähe zur Stadt Frankfurt für den Absatz bedeutsam war.
Die Orte, in denen die ertragreichsten Lagen bestanden, wurden am Übergang vom Hoch- zum Spätmittelalter von immer mehr, teilweise weit entfernten, Herrschaftsträgern aufgesucht, die ebenfalls am Reichtum partizipieren wollten. In Iphofen wurde 1158 Besitzungen mit Weinbergen des Klosters Münchaurach nachgewiesen. Zusätzlich besaß auch das Kloster Holzen bei Augsburg Weinberge um die Siedlung. Für den Hof des Klosters Kastl setzten die Mönche einen „perkhmeister“ (Weinbergsmeister) ein, der den Keller unter dem Kastler Hof verwaltete.
Der Weinbau war im heutigen Kernraum des Anbaugebietes auch eine Triebfeder für die Urbanisierung. So kann die Förderung Volkachs durch die Grafen zu Castell mit dem Ausbau eines zentralen Absatzmarktes in Verbindung gebracht werden. Die Siedlung wurde im 13. Jahrhundert mit einer Mauer umgeben. Hier lagerten zunächst vor allem die Abgaben an die Stadtherren und deren Ministeriale sowie die Klöster der Umgebung. Gleichzeitig war Volkach, das 1258 erstmals als Stadt in den Quellen auftauchte, auch ein Handelsplatz mit Wein und Werkzeugen, die mit der Weinherstellung zusammenhingen.

### Das spätmittelalterliche Würzburg
Eine besondere Stellung für die Entwicklung des fränkischen Weinbaus nimmt die Bistumsmetropole Würzburg ein. Im Laufe des Spätmittelalters entstanden hier bürgerliche Institutionen, die ihren Reichtum dem Weinbau verdankten. So wurde um 1316 das Bürgerspital zum Heiligen Geist als Stiftung des Patriziers Johann von Steren vor dem Hauger Tor gegründet. Hier nahm man die kranken und alten Bürger der Stadt als Pfründner auf. Die Aufnahme war häufig mit großen Zustiftungen von Grund und Boden durch die Pfründnerfamilien verbunden.

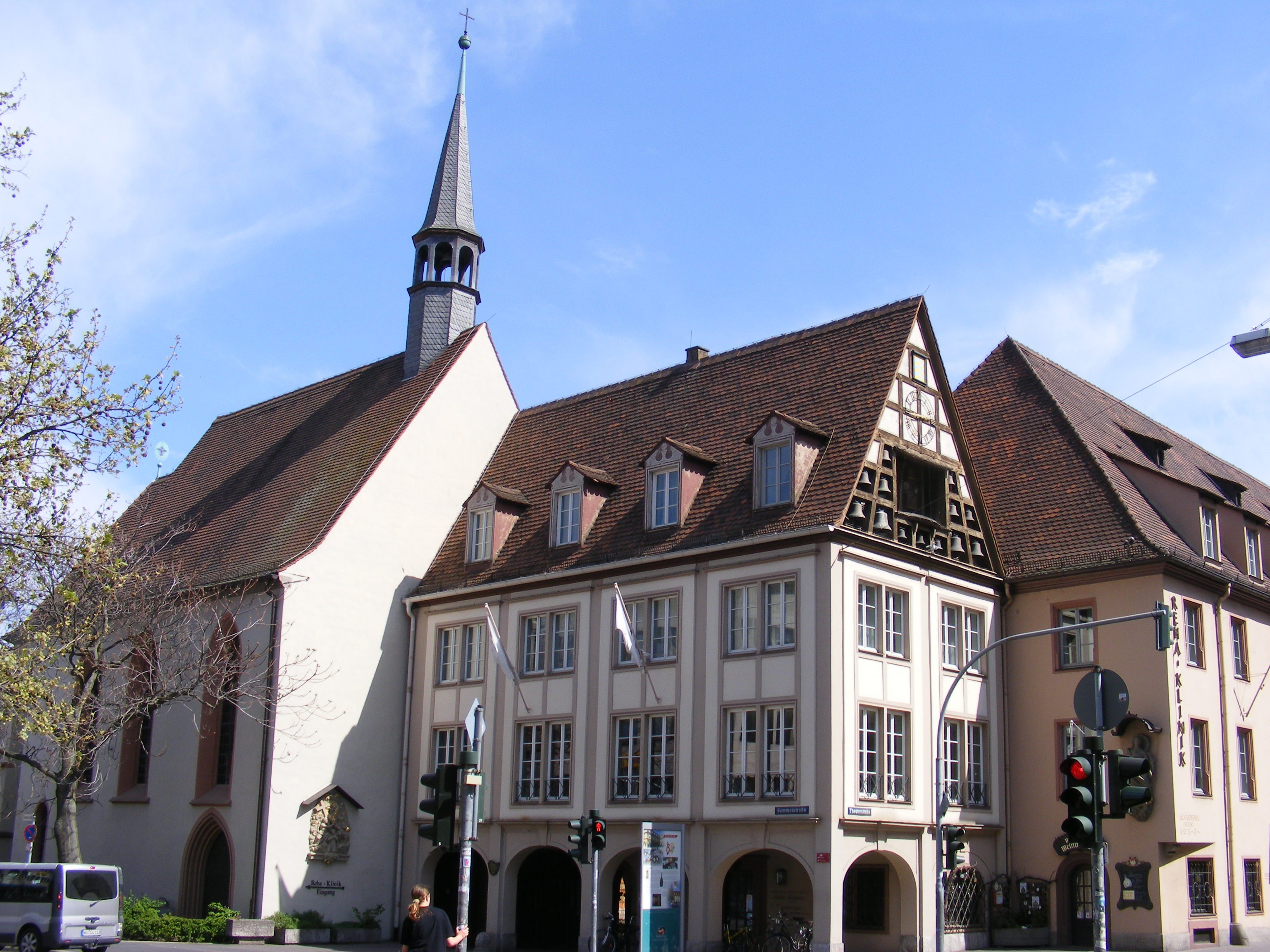
Die Bauten des Würzburger Bürgerspitals im 21. Jahrhundert

Bereits 1321 gelangten so die ersten Weinberge durch die Stifterfamilie Steren selbst an das Spital. In der Folgezeit häuften sich diese Schenkungen: 1335 erhielt das Spital drei Joch am Neuberg, 1337 zwei Joch im Lindach, sowie vier Joch in der Steig bei Veitshöchheim. Lagen diese ersten Zustiftungen zumeist in weniger begünstigen Hochflächen, gelangten 1349 durch den Sohn des Stifters auch Weinberge „an Unserer Frauen Berg“ (dem Marienberg unterhalb der heutigen Festung) an das Spital. Mit der Stiftung des Ecke von Nicht erhielt das Bürgerspital 1356 auch Zugriff auf „den Stein“, der als Steillage besonders hochwertige Weine hervorbrachte. Um 1400 besaß das Spital Weinberge auf 46,5 Morgen Land um die Stadt.
Wie hochspezialisiert die fränkische Weinbereitung im Spätmittelalter war, macht auch der zweite Teil des „Pelzbuchs“ Gottfried von Franken deutlich. Der aus der Gegend um Würzburg stammende Kleriker verfasste um 1300 seinen agrartechnischen Ratgeber. War das erste Buch noch als „Baumbuch“ dem Streuobstbau gewidmet, konzentrierte sich das zweite Buch ganz auf den Weinbau. Gottfried gab einen innovativen Überblick über die Möglichkeiten der Rebpflanzung und der Vinifizierung. Ebenso wurden dem Buch Rezepte für Essig, Würz- und Medizinalwein angehängt.
Im Spätmittelalter erlebte die in Würzburg angebaute Rebfläche mit 574 Hektar (2.870 Morgen) in der Gemarkung der Metropole einen ersten Höhepunkt. Wie in den Jahrhunderten zuvor traten immer noch geistliche Institutionen, auch der Bischof selbst, als Besitzer der Flächen auf, die an Bürger verpachtet wurden. Der Wein wurde zum einen für den lokalen Konsum produziert und gelangte in Weinkellern und dem Straßenverkauf an die Konsumenten. Zum anderen stieg der sogenannte Frankenwein auch zu einem Handelsgut auf. Im Jahr 1395 wurde der Wein erstmals auf der Frankfurter Messe gehandelt.
Diese Handelsorientierung führte auch dazu, dass immer mehr Menschen vom Anbau des Weines leben konnten. In der Würzburger Zunfturkunde vom 15. November 1373 können zehn Genossenschaften der Weingärtner in den Vorstädten ausgemacht werden. Solche Vereinigungen fehlten allerdings in der Stadt selbst. Die Weingärtner (oder Häcker) machten damit allein 27 % der insgesamt 37 in der Stadt nachweisbaren Zünfte aus. Mit der Entstehung dieser Zünfte war auch die Etablierung einer eigenständigen Weinkultur verbunden, die ihren Niederschlag in eigenen Festen, Jahrtagen und Traditionen fand.

### Weingesetze und Weinsteuern
Der Weinhandel und das damit verbundene Panschen des Handelsgutes rief bereits im Spätmittelalter auch die Bürger der Reichsstadt Nürnberg auf den Plan. Die bedeutendste Handelsstadt Frankens lag zwar außerhalb des eigentlichen Anbaugebietes, stellte aber für die fränkischen Händler einen bedeutenden Absatzmarkt dar. Im Jahr 1401 besaß die Stadt bereits 128 Weinschänken, daneben etablierte sich ein großer Weinmarkt. Im sogenannten Weinstadel im Stadtzentrum, der zwischen 1446 und 1448 errichtet wurde, erhielten die Sondersiechen Nürnbergs einmal im Jahr eine Speisung, der mit einem Ausschank von Wein verbunden war.

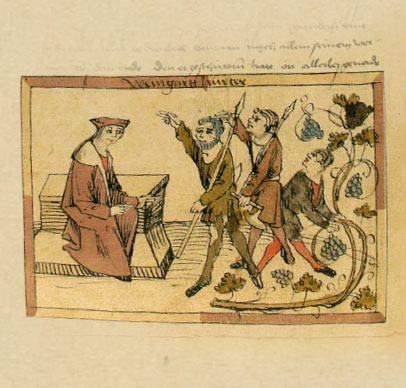
Volkacher Salbuch, die Weingarthüter schwören den Eid folio 418v

Im Jahr 1482 berief die Stadt Nürnberg ein Treffen der größeren Herrschaftsträger in den Weinbauregionen ein, um gegen den gepanschten Wein vorzugehen. Am 23. August traten Abgesandte aus den Hochstiften Würzburg und Bamberg sowie die des Markgrafen von Brandenburg-Ansbach in Mainbernheim zusammen. Aus einem weiteren Treffen am 30. September 1482 in Kitzingen ging schließlich die Ordnung zur Reinheit des Weines hervor. Sie beginnt mit folgender Sentenz: „Nachdem vil schedlicher vnd geuerlicher gemechter der wein bißhere der massen furgenomen vnd gevbt worden sindt, […] habenn die drey furstenn […] vnd die von Nürmberg ir ratsfreunde […] beyeinander gehabt.“
In der Ordnung wurde die Beigabe von Ton, Milch oder Eiweiß zur Klärung während des Gärvorgangs verboten. Die Schwefelung durfte nur ein einziges Mal erfolgen. Außerdem mussten die Weinhändler sich verpflichten nur durchgegorene Weine in den Umlauf zu bringen. Einen Verschnitt erlaubte man nur unter gleichen Sorten. Gleichzeitig wurden Strafmaßnahmen angedroht, wenn gegen die Ordnung verstoßen werden sollte. Der gepanschte Wein sollte verschüttet werden und der Panscher erhielt eine Geldstrafe. Obwohl insbesondere die Kitzinger Winzer Protest anmeldeten, wurde die Anordnung 1487 sogar auf Reichsebene umgesetzt. Schließlich erließ der Reichstag 1498 einen Abschied, der eng an die Kitzinger Bestimmungen angelehnt war.
Die Bedeutung des Handelsgutes Wein lässt sich auch anhand der vielen Ämter ablesen, die in den Weinbaugemeinden entstanden. Sie unterstreichen den dezentralen Charakter, den der Weinbau auch im Spätmittelalter hatte. In Würzburg wurden die sogenannten Unterkäufer als Zwischenhändler eingesetzt. Sie boten den Weinhändlern die Ware der einzelnen Häcker an, die zumeist wenige Weinberge in Erbleihe bewirtschafteten. Sie mussten dem jeweiligen Herren einen jährlichen Zins, die sogenannte Weingült, zahlen. Diese Abgaben wurden ergänzt durch Zehnten, die an die jeweiligen Herrschaftsträger abgegeben werden mussten.
Besonders deutlich wird die Ämterstruktur um den Weinbau im sogenannten Volkacher Salbuch, das um 1504 vom damaligen Stadtschreiber Niclas Brobst als Stadtbuch geschaffen wurde. Da dem Volkacher Salbuch viele Handzeichnungen beigegeben wurden, sind hier die Ämter auch. So existierten in Volkach am Ausgang des Mittelalters von der Stadt ernannte Weingarthüter, die die reifen Trauben zu schützen hatten, Zehntknechte für die Aufnahme der obrigkeitlichen Abgaben, ein Weinschreier, der die Qualität der Produkte prüfte und Schröter, die die Weinfässer aus dem Keller auf die Wägen brachten.
Überregionale Bedeutung für den Wein als Handelsgut hatten die Eichmaße, weil sie die Mengen sicherstellten, in denen der Wein in den Handel kam. In Volkach hatte sich ein solches Maß bereits im Spätmittelalter etablieren können, das auch in anderen Weinorten entlang des Maindreiecks angewendet wurde. Um für das notwendige Vertrauen in das Maß zu sorgen, stellte die Stadt mehrere Eicher (im Salbuch schwören drei Männer den Eid) an. Daneben kontrollierten Visierer die Fässer, die nicht in Volkach selbst befüllt worden waren.

## Konfessionelles Zeitalter

### Weinkonsum im 16. Jahrhundert
Ab dem 16. Jahrhundert wird der Wein in Ordnungen und Rechnungen immer häufiger fassbar, sodass Rückschlüsse auf den Konsum gezogen werden können. Wein diente danach als Grundnahrungsmittel über alle Bevölkerungsschichten hinweg, weshalb im Laufe des Spätmittelalters auch schlechtere Lagen mit Reben bepflanzt worden waren. Im Würzburger Bürgerspital erhielten die Pfründner eine fest vereinbarte Weinmenge zum täglichen Verzehr. So wurden sie im Jahr 1598 mit einem Maß Wein (1,22 Litern) täglich versorgt. Zusätzlich wurde ihnen an sogenannten Duplextagen ein weiteres halbes Maß zugesprochen. In der Ordnung des Spitals wurde der Weinentzug auch als Disziplinierungsmittel angewandt.
Besondere Bedeutung hatte der Weinkonsum auch an den jeweiligen Höfen der entstehenden, weltlichen Reichsstände. In der Zollernresidenz Ansbach hatte die Zuteilung von Wein auch eine Distinktionsfunktion. Der Rang wurde anhand der zugesprochenen Menge von alkoholischen Getränken (auch Bier) deutlich gemacht. An den besseren Tischen landete dabei ab dem 16. Jahrhundert auch der höherwertige Wein. Um 1530 gestattete man den höheren Hofbeamten jeweils eine Maß Wein und eine Maß Bier zu jeder Mahlzeit, niedergestellte Mitglieder der Hofgesellschaft erhielten jeweils nur die Hälfte. Bezeichnend ist, dass die unteren Ränge nur Bier erhielten.
An der Fürstentafel in Ansbach wurde Rheinwein kredenzt, während man die übrigen Tische mit Landwein versorgte. Die Unterscheidung von Sorten war nicht einheitlich geregelt, wobei sich Sprachregelungen durchgesetzt hatten. In einer Kellerrechnung von 1567 des Oberhauptmannes der Plassenburg oberhalb Kulmbachs, Konrad zu Castell, tauchten unter anderem die Bezeichnungen „Frankenwein“, „Wiesenbronner Wein“ und „Frickenhäuser Wein“ auf. Während der Frankenwein wohl alle Sorten aus dem Hochstift Würzburg umfasste, wurde der Wein aus Wiesenbronn als castell’sches Eigengewächs gesondert aufgeführt.
Gleichzeitig tauchte der fränkische Wein auch in den Haushaltsbüchern des Nürnberger Stadtadels auf. Zwischen 1507 und 1517 ließ Anton Tucher ca. 8.131 Liter Wein in den hauseigenen Kellern einlagern. Jährlich verbrauchte die Familie ca. 3.381 Liter. Dabei schlug der Wein mit etwa 97 Gulden rheinisch jährlich zu Buche. Er bildete damit den höchsten Einzelposten im Nahrungsmitteletat des Haushalts. Die gutsituierten Haushalte der Reichsstadt konsumierten etwa 1,3 Liter am Tag, wobei der Alkoholgehalt der Getränke generell niedriger lag als in heutigen Weinen.
Frankenwein wurde auch an den Tafeln der Klöster konsumiert. Im Benediktinerkloster Münsterschwarzach erhielt der Konvent vom Cellerar die saureren Weine zugesprochen, während die guten Erzeugnisse in den Export gelangten. Nur an für die Gemeinschaft bedeutenden Festtagen trug man auch höherwertige Getränke auf. Der Wein diente daneben als Almosen und wurde gespendet. Er wurde ebenso für die Liturgie im Kloster benötigt. Wein diente außerdem als direktes Zahlungsmittel und generierte außerdem durch den Verkauf Geldeinnahmen.
Der ständeübergreifende Konsum des Weins zu Beginn der Frühen Neuzeit führte zu einem starken Anwachsen der landwirtschaftlich genutzten Fläche. Um 1560/1570 hatte das Anbaugebiet von fränkischen Weinen mit ca. 40.000 Hektar einen Höhepunkt erreicht. Die Nutzung als Volksgetränk des täglichen Bedarfs führte zu einer Ausdehnung der Weinberge auch auf minderwertigere Lagen. So konnten Weinberge nicht nur entlang des Mains und im Steigerwaldvorland nachgewiesen werden. Auch die Täler von Tauber, Fränkischer Saale, Aisch und Wiesent, sowie die niedrigeren Lagen der Hassberge waren bestockt. Der Export von Frankenwein erreichte einen ersten Höhepunkt.

### Architektur und materielle Kultur
Die intensivierte Weinwirtschaft führte im Kernraum des Hochstifts Würzburg entlang des Maindreiecks auch zur Ausbildung typischer Siedlungs- und Bauformen. Daneben beeinflusste die landwirtschaftliche Anbauform auch die materielle Kultur in diesen Gebieten auf vielfältige Art und Weise. Bereits im Spätmittelalter konnten es sich viele Orte entlang des Maines leisten, eine schützende Stadtbefestigung um die bebaute Fläche zu errichten. Diese Umwehrungen waren nur durch die Einnahmen aus dem Wein möglich, weil die Bürgerschaft die Anlagen selbst instand zu halten hatte. Die Lage der Orte im Maintal waren auch vom Weinbau beeinflusst, weil die Hochlagen am Hang für die Reben reserviert blieben.

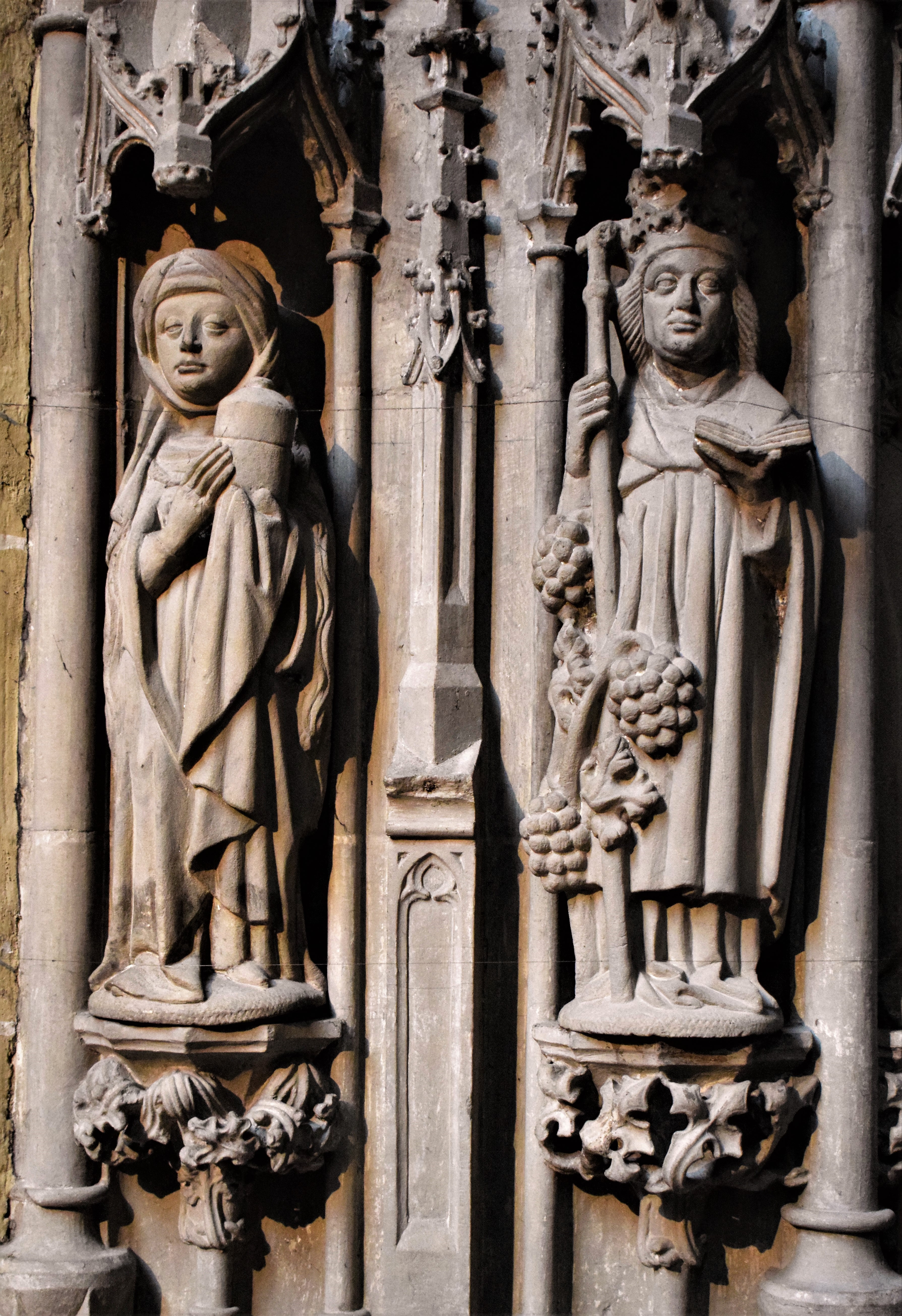
Figur des heiligen Urban (rechts) am Sakramentshäuschen in der Johanneskirche in Kitzingen

In den Orten kennzeichneten die sogenannten Häckerhäuser den Wohnplatz eines weinbautreibenden Kleinbauern. Während die ältere Literatur von einer einheitlichen Bauform solcher Häuser spricht, sehen neuere Beiträge zur Bauforschung weit vielfältigere Ausformungen der Architektur. Die Häuser, die ab dem 16. Jahrhundert vermehrt nachgewiesen werden können, mussten mit großen Kellern ausgestattet sein, die zur Lagerung des Weins dienten. Daneben wiesen sie auch einen Raum auf, in dem die Kelter zum Pressen der Trauben untergebracht war. Dieses „Kalterhaus“ hatte aber keinen festen Platz im Haus oder einem Nebengebäude.
In den zentralen Orten des fränkischen Weinbaus entstanden zu Beginn der Frühneuzeit außerdem herrschaftliche Gebäude, in denen die Abgaben an den Grundherren gesammelt wurden. Dabei orientierten sich diese Baulichkeiten an anderen Repräsentationsbauten der Renaissance. Lediglich der Formenreichtum und die Zierelemente wie Rankwerk geben Hinweis auf den Weinbau. An den Baulichkeiten ließ man häufig sogenannte Hausreben, lebenden Wein, hochranken. Die Pflanzen erfüllten einen klimatischen Zweck für das Gebäude, weil sie im Sommer die Kühllast herabsetzten und ihre Wurzeln zur Trockenhaltung der Kellerräume dienten. In Castell im Steigerwaldvorland hat sich als Hausrebe der älteste Weinstock Deutschlands erhalten, der aus der Zeit um 1600 stammt.
Der Weinbau wirkte sich aber auch auf das Landschaftsbild in der Fläche aus, wobei die Wirtschaftsformen, die mit dem Anbau verbunden wurden, eine bedeutende Rolle spielten. Insbesondere entlang der Steillagen prägten sogenannte Steinriegel die Landschaft. Sie entstanden beim Entraumen der Weinberge nach Regengüssen und wurden aus langgestreckten Bruchsteinhaufen gebildet. Sie waren parallel zum Hangverlauf angeordnet und dienten als Windschutz und Wärmespeicher. Terrassen hatten ganz ähnliche Effekte, sorgten allerdings zusätzlich für einen direkten Erosionsschutz am Hang.
Die korrekte Arbeit im Weinberg schlug sich mit der beginnenden Frühneuzeit auch immer wieder in Ordnungen nieder, die als schriftliche Ausgestaltung des Willens der jeweiligen Herrschaftsträger gelten können. So erließ Gottfried zu Castell-Rüdenhausen im Jahr 1600 eine erste Weingartsordnung. In ihr wird die Verteilung von Frondiensten für die herrschaftlichen Weinberge in Rüdenhausen geregelt. In Stichpunkt 14 von 20 tauchten die Arbeiten auf, die im Laufe des Jahres in den Weinbergen zu verrichten waren: Um zu „entraumen, schneiden, die stock widerumb zu ziehen, reben auff[zu]lesen, solche bindten und außtragen, pfehl zertragen“ usw. benötigten die Untertanen Bänder, Pfähle und Stroh.
Vom Weinbau beeinflusst, entwickelte sich ab dem Spätmittelalter auch der Bocksbeutel zur typisch fränkischen Weinflasche. Auf die zweite Hälfte des 16. Jahrhunderts datieren die ersten Darstellungen solcher gebauchter Flaschen in den Würzburger Spitälern. 1726 ließ der Rat der Stadt Würzburg die hochwertigen Steinweine nur noch in diesen, 1,22 Liter fassenden, Flaschen abfüllen. Einen echten urheberrechtlichen Schutz erhielt die Flasche erst im Jahr 1989. Im Jahr 2015 bekam der Bocksbeutel ein neues Design.
Wesentlich indirekter wurde die materielle Kultur von den Bräuchen rund um den Weinbau beeinflusst. Als wichtigster, religiöser Festtag für die Winzer hatte sich seit dem Spätmittelalter der Urbanstag am 25. Mai eingebürgert. Eine erste Urbanstatue ist um 1400 in Fuchsstadt überliefert. Auf die Zeit um 1470 datiert die Urbansdarstellung am Sakramentshäuschen in der Kitzinger Stadtpfarrkirche. Der heilige Urban war im Volkacher Salbuch abgebildet und tauchte 1519 als Gravur an der Glocke der Stadt auf. Der Urbanitag wurde sogar im lutherischen Nürnberg mit dem sogenannten Urbanireiten gefeiert. In Bamberg zogen die Häcker an diesem Tag in einer Prozession durch die Stadt, um 1590 kann eine Urbani-Bruderschaft in der Bischofsstadt nachgewiesen werden.

### Gründung des Juliusspitals

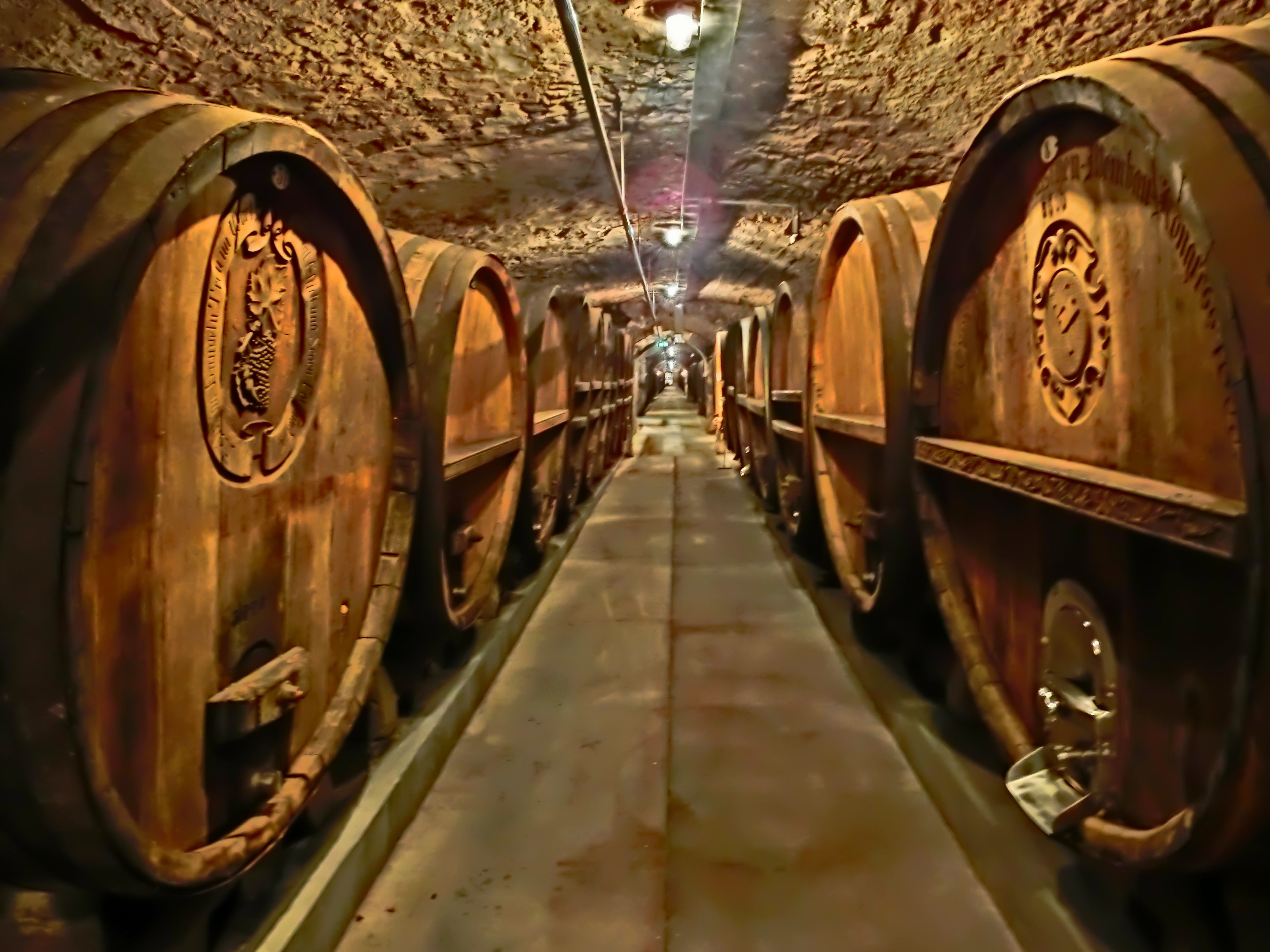
Der Weinkeller des Würzburger Juliusspitals

Eine weitere bedeutende Weinbauinstitution entstand in Würzburg in der zweiten Hälfte des 16. Jahrhunderts. Im Jahr 1576 gründete der Würzburger Fürstbischof Julius Echter von Mespelbrunn das nach ihm benannte Juliusspital als Sozialeinrichtung, die zugleich eine Signalwirkung in Richtung der inzwischen evangelischen Reichsstände sendete. Verbunden war die Stiftung mit einem umfassenden Grundbesitz, der sich aus vielen verschiedenen Quellen speiste. Unter anderem wurde auch der Besitz von ausgestorbenen Klöstern herangezogen.
Wein wird in Verbindung mit dem Spital erstmals am 27. April 1577 genannt. Erste Weinberge am Stein gelangten im Jahr 1580 an die Stiftung. Daneben haben sich für das Juliusspital auch die Leseergebnisse des 16. Jahrhunderts teilweise erhalten. So wurde im Herbst 1584 allein in Würzburg 265 Fuder und acht Eimer sowie 34 Maß Wein gekeltert werden. Der Steinwein, der aufgrund seiner hohen Qualität einzeln genannt wurde, brachte immerhin 15 Butten Trauben, die zu einem Fuder und drei Eimern ausgepresst werden konnten.
Der Weinbesitz des Juliusspitals expandierte aber schnell auch in der Fläche. In Oberdürrbach holte man 1584 insgesamt 144 Butten Wein zum Pressen von den Bergen, in Unterdürrbach waren es noch 34. Neben den beiden großen Höfen im engeren Würzburger Umland, zu denen auch der Gutshof Gadheim gehörte, entstanden weitere Besitzschwerpunkte. Das Juliusspital hatte auch Besitzungen in Rothof bei Rottendorf, Estenfeld, Gerolzhofen, Maidbronn, Niederwerrn, Reinsbronn bei Mergentheim, Sulzfeld am Main und Randersacker, insgesamt umfasste sein Grundbesitz über 20 Gemarkungen in ganz Franken.
Die Würzburger Gemarkung bildete aber den klaren Kern der Besitzungen des Juliusspitals. Um 1600 umfasste der Besitz große Teile der Weinlagen Roßberg, Heinrichsleite, Hl. Kreuz, Lindlesberg, Haut, Kirchbühl, Hubland, Steinbach, Gleßberg, Mainleiten, Schultheißenlaub und Bulleithen. Im Jahr 1605 soll das Spital in der Würzburger Gemarkungen Wein auf 143 Morgen besessen haben. Davon sollen 42 Morgen bester Qualität gewesen sein. Schnell trat das Spital als Großhändler in Erscheinung, dessen Waren auf den Weinmärkten in Frankfurt, Köln und Amsterdam verkauft wurden.

### Kleine Eiszeit und Dreißigjähriger Krieg
Die Auseinandersetzungen zwischen den Konfessionen führte zu Beginn des 17. Jahrhunderts in den Dreißigjährigen Krieg. Bereits zuvor hatte die mit dem Thesenanschlag Luthers 1517 einsetzende Spaltung der christlichen Religion zu Spannungen geführt. Insbesondere die Würzburger Fürstbischöfe trieben in der zweiten Hälfte des 16. Jahrhunderts die Gegenreformation voran. So wurden alle Andersgläubigen aus den Orten des Hochstifts bedrängt. In Iphofen hat sich ein 1586 verfasster Brief des lutherischen Stadtschreibers Paulus Nußholdt erhalten, der darin bat trotz seiner Flucht „mein gesindtlein zu bauung meiner weingardten in meiner behausung […] gelassen haben“. Eine Ausnahmeregelung ermöglichte den Lutheranern schließlich die Lese ihrer Weinberge innerhalb von 14 Tagen.

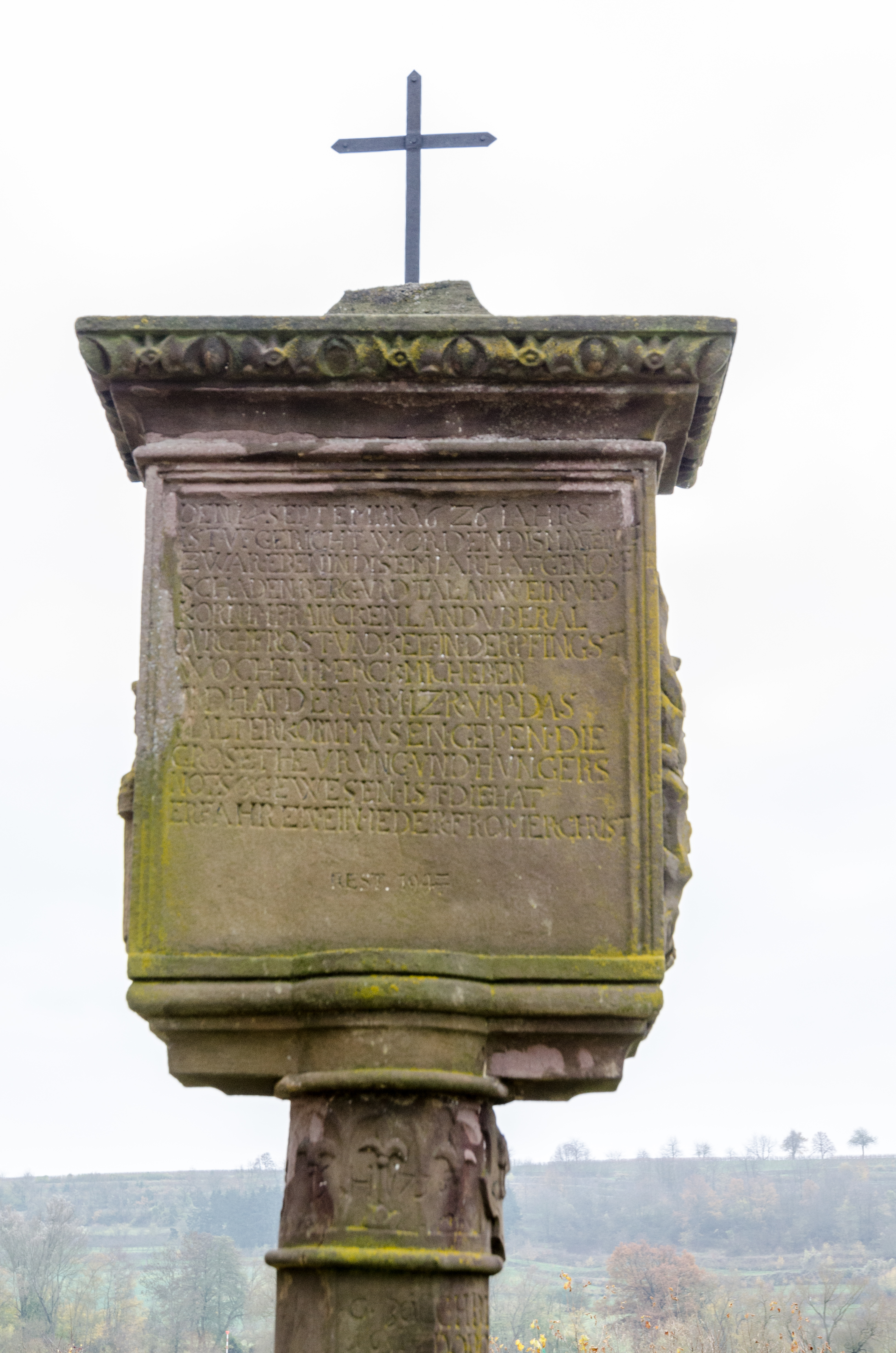
Bildstock mit Hinweis auf den kalten Winter 1626

Für den Niedergang des Weinbaus spielten allerdings, neben den Auseinandersetzungen, auch die durch die sogenannte Kleine Eiszeit einsetzende Klimaverschlechterung eine Rolle. So hat sich auf einem Bildstock bei Volkach-Fahr eine Inschrift erhalten, die auf ein Extremwetterereignis im Jahr 1626 hindeutet: „IN DISEM IAR HAT GENOMEN SCHADEN BERG VND TAL AN WEIN UND KORN IM FRANCKENLAND VBERAL DVRCH FROST VND KELT“. Den größten Einschnitt für den fränkischen Weinbau stellte jedoch der Dreißigjährige Krieg dar (1618–1648). Er verlagerte sich als europäischer Konflikt ab den 1630er Jahren immer wieder schwerpunktmäßig nach Franken. Bereits in den Jahrzehnten zuvor waren die Absatzmärkte für den Wein durch die Kriegshandlungen regelmäßig zusammengebrochen.
Aus Dettelbach am Maindreieck erhielt der Fürstbischof bereits 1638 die Nachricht, dass von den ursprünglich 462 Hektar Weinbergen des Jahres 1599 nur noch 180 Hektar bebaut wurden. Und 1644 beklagte sich der Rat der Stadt, dass die durchziehenden Soldaten der unterschiedlichen Parteien regelmäßig dafür sorgten, dass die Einwohner ihre Weinberge nicht mehr betreten konnten. Hierdurch waren Missernten in den Kriegsjahren die Regel. Hinzu kam eine große Seuchenwelle, die, zusammen mit den direkten Kampfhandlungen für viele Tote unter den fränkischen Winzern sorgten.
In den lutherischen Gebieten des Steigerwaldvorlandes machte sich der Krieg ebenfalls bemerkbar. In der Residenz der Grafen zu Castell im gleichnamigen Ort am Westhang des Steigerwaldes hatte der Weinbau eine lange Tradition, der ins 9. Jahrhundert zurückreichte. 1497 bestanden 102 Morgen Weinberge in der Gemarkung, bis zum Jahr 1618 stieg die Zahl der Weinberge dann auf über 120 Morgen an. Der Krieg brachte einen dramatischen Einbruch, sodass 1648 nur noch 28 Morgen bebaute Weinberge nachgewiesen werden können, von denen 18,5 Morgen direkt den Grafen gehörten.
Noch umfangreicher war der Einbruch in den klimatisch weniger begünstigteren Nebentälern des Mains im heutigen Ober- und Mittelfranken. Spätestens ab dem Ende des 16. Jahrhunderts setzte hier die langsame Umwandlung der jahrhundertealten Weinregion zu einem Gebiet mit reinem Bierkonsum ein. Teilweise wurden auf den aufgegebenen Weinbergen nun Hopfenreihen errichtet. Die Weinberge am Fuße der Plassenburg oberhalb Kulmbachs wurden spätestens bis um 1700 aufgegeben. In Bamberg und Forchheim hielten sich die Überreste der Weinkultur noch bis ins 18. Jahrhundert. Heute haben sich nur noch Flurnamen erhalten, die auf die Anbauprodukte der Vergangenheit hinweisen.

## Absolutismus und Aufklärung

### Neue Rebsorten

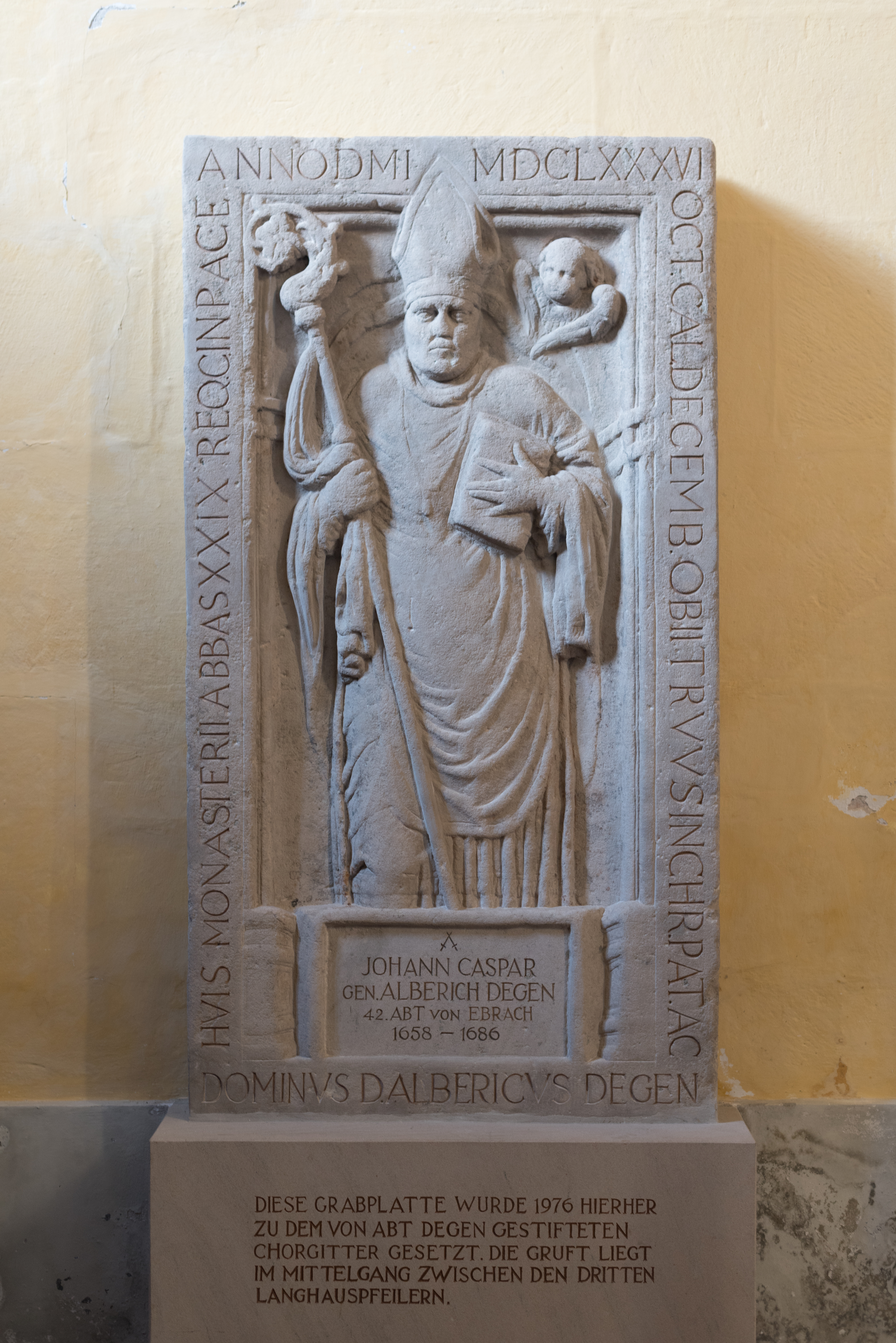
Grabplatte des Ebracher Abtes Alberich Degen, auf den die Verbreitung der Silvanerrebe in Franken zurückgehen soll

Nach dem Ende des langen Krieges mussten die zerstörten Gebiete wiederaufgebaut werden. Zunächst konzentrierten sich die Landesherren aber auf den weniger arbeitskräfteintensiven Ackerbau, die Weinwirtschaft wurde vernachlässigt. Fortan blieb der Weinbau auf die Hanglagen beschränkt, wobei lediglich Flächen im Main- und Taubertal neu mit Reben bestockt wurden. Als beispielhaft kann der Wiederaufbau der Zisterzienserabtei Ebrach im Steigerwald gelten: Die Mönche konzentrierten den Weinbau nur noch auf die besten Lagen, schlechtere Standorte wurden zu Feldern bzw. Forsten umgewandelt.
Gleichzeitig versuchte man nun auch den klimatischen Bedingungen durch die Auswahl neuer Rebsorten entgegenzuwirken. Bis in die Frühneuzeit hinein wurden die in Franken produzierten Weine aus heute weitgehend verschwundenen Rebsorten hergestellt. In den Quellen tauchen die Trauben unter verschiedenen Namen auf, wobei sich auf den Märkten gewisse Sortenbezeichnungen durchsetzen konnten. Nach der Region waren die beiden Weißtraubensorten Adel- und Vogelfränkisch benannt, die wohl wie der Riesling aus der Traminer-Urgruppe stammten. Daneben waren die fränkischen Weinberge mit Elbling-, Heunisch-, Weißer Lagler- und Muskatellertrauben besetzt.
Diesen Sorten standen die „Österreicher“ gegenüber. Sie waren robuster gegenüber ungünstiger Witterung und trieben im Frühjahr so spät aus, dass die Spätfröste keinen Schaden anrichten konnten. Dafür wurde der Wein im Herbst früher geerntet. Erstmals quellenkundlich belegt sind die „Österreicher Fechser“ am 5. April 1659 in einer Nachricht des Wolfgang Georg I. zu Castell-Remlingen. Der Bote Michael Saueracker brachte damals 25 solcher Stecklinge aus dem Dorf Obereisenheim nach Castell. Hier wurden sie als Ersatz für eingegangene Rebstöcke gesetzt.
Der Casteller Archivar Jesko zu Dohna vermutet, dass die Ebracher Mönche als erstes den später als Silvaner bekannten Wein in Franken einführten. Von ihren Besitzungen aus verbreitete er sich über ganz Franken. Erhalten hat sich der Bildstockaufsatz im Bürgerspital in Würzburg, der ursprünglich in den Weinbergen am Stein oberhalb der Stadt aufgestellt war. Seine Inschrift von 1665 lautet: „Sanct Bernarde ora pro nobis. Ich habe gepflanzt, Apollo hat begossen, Gott aber hat das Wachstum gegeben. So ist weder der etwas, welcher pflanzt, noch der, welcher begießt, sondern Gott, welcher das Wachsthum gibt. 1. Cor. 3, 6-7. Zum Gedenken an Abt Alberich Degen, Prior von der Cistercienser-Abtei Ebrach, welcher die Oesterreiche-Rebe (Sylvaner) hier zuerst pflanzte, a. D. 1665“.

### Klösterliche Weinwirtschaft im Absolutismus
Die Wiederaufbau- und Neukultivierungsmaßnahmen trugen Früchte. Angetrieben von guten Erntejahren in der zweiten Hälfte des 17. Jahrhunderts, stieg der Frankenwein zu einem Modegetränk auf, das seinen Produzenten große Gewinne versprach. Insbesondere die Grundherrschaften profitierten von diesen Entwicklungen, wobei die Klöster entlang des Maindreiecks aufgrund ihrer jahrhundertealten Weinbautradition besonders gewannen. Bedeutendstes „Weinbau“-Kloster Frankens war im 17. und 18. Jahrhundert der Benediktinerkonvent Münsterschwarzach am östlichen Maindreieck.
Münsterschwarzach hatte Besitzungen in den Schwerpunktgebieten des Weinbaus. So gelangten im Jahr 1699 50 Fuder (517 Hektoliter) aus Sommerach, über 50 Fuder aus Nordheim, ca. zwölf Fuder (ca. 124 Hektoliter) aus Escherndorf, sechs Fuder (62 Hektoliter) aus Stadelschwarzach, fünf Fuder (52 Hektoliter) aus Neuses am Berg und mehr als drei Fuder aus der Gemarkung Gerlachshausen an das Kloster. Die Zersplitterung des Besitzes, die Weinberge des Klosters verteilten sich auf eine Fläche von 72 km², war für den Ertrag nützlich. So fuhren die Escherndorfer Winzer 1698 weit bessere Erträge ein, als die Weinbauern des benachbarten Nordheim.
Dabei konzentrierte sich der klösterliche Weinerwerb vor allem auf die Zehntabgaben der Untertanen. Weinbau in Eigenbau betrieb die Abtei nur in geringem Umfang. Dafür setzten sich die Mönche für die Rahmenbedingungen des Anbaus ein. In den im 16. und 17. Jahrhundert erlassenen Weinordnungen wurde bis ins Detail der Ablauf der Weinlese geregelt, wobei hier die Weinglocke eine besondere Rolle spielte. Sie diente dazu, in den Sommermonaten die Weinbauern an ihre Arbeit in den Hängen zu erinnern. Nach ihrem Läuten (zwischen 19 und 21 Uhr) waren die Gasthäuser zu verlassen.
Für die Lagerung der Ernten entstand eine Keller-Infrastruktur. In Münsterschwarzach selbst bestanden zwei Weinkeller, in denen etwa 12 große Weinfässer untergebracht waren. Daneben unterhielt das Kloster eine Weinkellerei in Nordheim am Main. Im größten Weinkeller des Klosters unterhalb des ab 1688 erweiterten Zehnthofes konnte Wein in der Menge von ca. 3.732 Hektolitern gelagert werden. Hinzu kam die beiden Weinkeller in Sommerach (ca. 2.200 Hektoliter um 1680) und Stadelschwarzach (Fläche ca. 170 m²). Insgesamt konnten in den Kellern also 1,3 Millionen Liter Wein gelagert werden.
Während Münsterschwarzach durch die Lagegunst seines Grundbesitzes dem Weinbau im 18. Jahrhundert sogar den Neubau seiner Klosterkirche nach Plänen des Baumeisters Balthasar Neumann verdankt, waren die Klöster Oberfrankens nach dem Dreißigjährigen Krieg weitgehend auf Importe angewiesen. In Kloster Banz stieg Wein zu einem Luxusartikel auf, der mit einer hohen Steuer belegt wurde. Dagegen begann man die Umgeldtarife für Bier zu senken, wodurch die Region um Staffelstein zu einem Hopfenland wurde.
In Michelsberg oberhalb Bambergs war die Situation anders. Zwar verschwand der Weinbau in der unmittelbaren Umgebung des Klosters im Verlauf des 18. Jahrhunderts vollständig. Allerdings besaß die Abtei große Grund- und Gerichtsherrschaften im Altmühltal, am Maindreieck und im Steigerwald. In Ochsenfurt hatte man sogar eine Klosterkellerei eingerichtet, die den Zehnt der Abgabepflichtigen aus Heidingsfeld, Eibelstadt, Ober- und Unterhaid. Daneben bestanden auch in Viereth bei Bamberg noch Weinberge, die 1686 immerhin noch 16 Fuder erbrachten.

### Bäuerlicher Weinbau im 18. Jahrhundert
Der Weinbau und die Weinbereitung waren im Franken bis zum 18. Jahrhundert, nahezu unverändert seit dem Mittelalter, von der Feudalherrschaft geprägt. Daneben wurden sie in Eigenbau, Teilbau oder als Erbzinslehen betrieben, wobei solche Flächen gegenüber dem Besitz der Herrschaft wesentlich geringer ausfielen. Zumeist erhielten die Untertanen im 18. Jahrhundert die herrschaftlichen Weinberge als Pächter (Beständner), der Grundherr profitierte durch eine vorher festgelegte Abgabe. Die Weinbauern wurden als Winzer oder Häcker bezeichnet. Letzteres Wort verwies dabei eher auf einen Kleinbauern.
Im Laufe des 18. Jahrhunderts verlagerte sich hierdurch auch die Fortentwicklung bzw. Umgestaltung einzelner Weinberge in die Hände der wirtschaftenden Weinbauern, der an dem jeweiligen Stück Land ökonomische Interessen besaß. Durch die Monetarisierung der festgeschriebenen Gült-Abgabe konnte der jeweiligen Grundherr nur noch indirekt auf die Berge zugreifen. Den Winzern gelang es so zeitweise, nach Abgabe der grundherrlichen Pflicht und dem Abzug des Eigenversorgungsanteils, direkt am Weinhandel zu partizipieren. Für Weinbergsflächen wurden sogar Hypotheken aufgenommen.

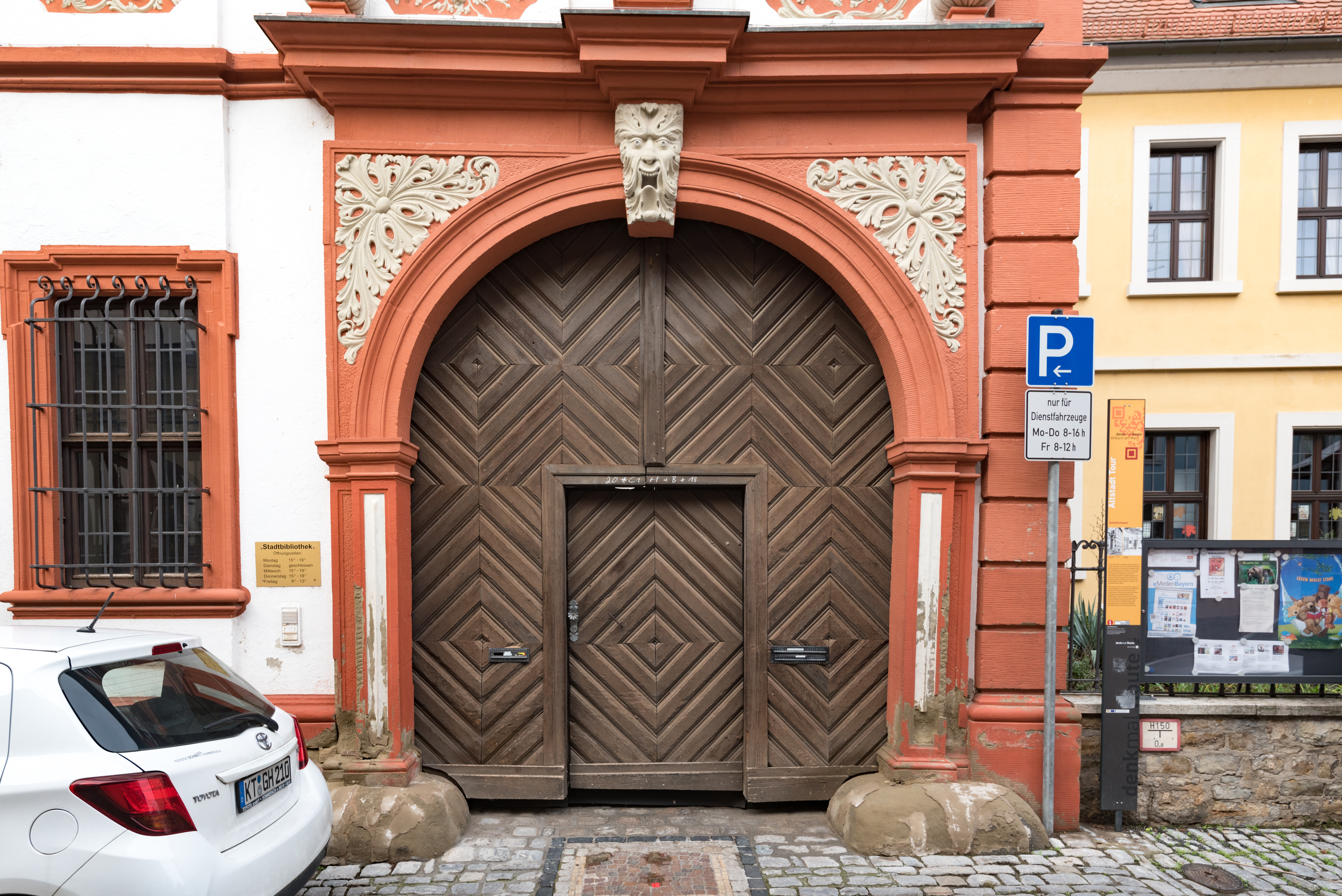
Symbol für den Aufstieg der Weinhändlerfamilien: Das Schelfenhaus in Volkach

Insbesondere in den Kernräumen des fränkischen Weinbaus entstanden so den Grundherren echte Konkurrenten in den Winzern. In Astheim an der Volkacher Mainschleife verweigerten sich die Häcker um 1700 regelmäßig den Fronpflichten an den dortigen Grundherren, das Kartäuserkloster, nachzukommen. 1695 mussten deshalb sogar Würzburger Truppen gegen die Winzer vorgehen. Die Winzer profitierten aber in Jahren mit schlechter Ernte von der zusätzlichen Fronarbeit für das Kloster in den herrschaftlichen Weinbergen.
Im 18. Jahrhundert begann auch der Weinhandel in der Fläche Einzug zu halten. Waren bisher nur große Grundherren in der Lage gewesen, Überschüsse auf überregionalen Märkten zu verkaufen, traten nun auch die Städte und einige Weindörfer auf den Messen in Frankfurt und Nürnberg auf. Dabei erfuhren die entstehenden Weinhändlerdynastien in Marktbreit (Fischer) oder Volkach (Schelf, Jäcklein) von der merkantilistischen Wirtschaftspolitik der jeweiligen Grundherren große Förderung, weswegen regelmäßig Dankadressen an den Herren verschickt wurden.
In Franken hatte eine Trennung von Weinproduzenten und Weinherstellern eingesetzt: Um die Weinproduzenten selbst war ein spezielles Fachgewerbe entstanden, das für den Ausbau der geernteten Trauben verantwortlich zeichnete. Der Büttner, der auch das Fass herstellte, übernahm zumeist auch die Weinbehandlung im Keller. So stellten weinbautreibende Gemeinden, wie das hochstiftisch-würzburgische Iphofen, oftmals sogenannte Amtsbüttner an. Häufig wurden die Büttner mit den Weinrückständen in den Fässern, den sogenannten Trestern bezahlt, aus dem sie den verbliebenen Wein abfiltern konnten.
Die Praxis der Vinifizierung im Keller konnte in den Quellen nur bruchstückhaft rekonstruiert werden. Erstmals wurde der Wein nach abgeschlossener Gärung um die Weihnachtszeit von den Schwebstoffen befreit (Abstechen), es folgten zwei weitere Trennungen im Laufe des Jahres. Um der Keimbelastung in den Holzfässern entgegenzuwirken, wurde der Frankenwein seit dem Spätmittelalter geschwefelt. Besondere Bedeutung für den Weinbau hatte der Gärprozess selbst, der regelmäßig frühzeitig unterbrochen wurde, um größere Mengen an Traubenzucker im Wein zurückzuhalten.

## Moderne

### Strukturveränderungen im 19. Jahrhundert

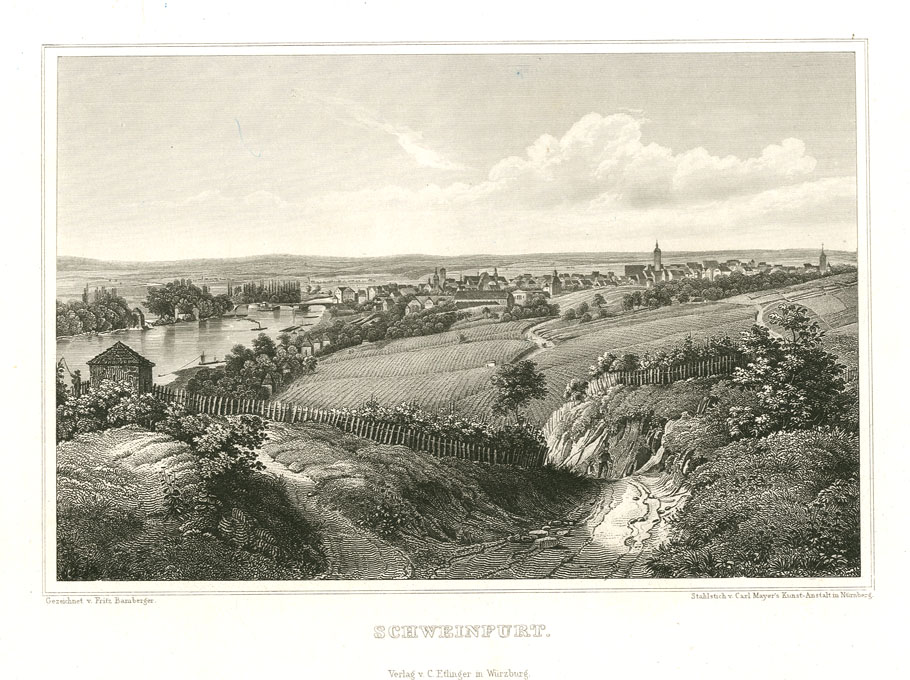
Weinbau in Schweinfurt am Kiliansberg im Jahre 1847, Blick von der Peterstirn. Im 19. Jahrhundert war Schweinfurt eine bedeutende Weinbau- und Weinhandelsstadt, 1802 mit etwa 320 Hektar Rebfläche

Den, nach dem Dreißigjährigen Krieg, zweiten tiefen Einschnitt erlebte der fränkische Weinbau durch die Säkularisation und die Mediatisierung in den Jahren 1802/1803. Die Auflösung der Klöster und Stifte, deren Besitzungen an den Staat fielen, sowie die Einverleibung der bisher fränkischen Grundherrschaften durch Kurpfalz-Bayern führte zu einer Absatzkrise. Bisher hatten die fränkischen Häcker ihre Weine vor allem für die geistlichen Institutionen auf den Markt gebracht, die auch selbst als Weinproduzenten aufgetreten waren.
Neben dem Wegfall des Hauptabsatzmarktes begannen aber zu Beginn des 19. Jahrhunderts weitere Strukturveränderungen. Mit dem Übergang an Bayern war eine Förderung der Brauindustrie einhergegangen. Das billigere Bier überschwemmte den fränkischen Weinmarkt. Hinzu kam eine weniger merkantilistische Wirtschaftspolitik. Bayern war ein verbündeter der Franzosen unter Napoleon und hob im Jahr 1803 das Einfuhrverbot für fremde Weine auf. In der Folge stiegen süßere, französische Weine zu Modegetränken auf. Auch nach den Niederlagen Napoleons gelang es dem Frankenwein nicht mehr genügend Absatz zu finden, weil nun vorzugsweise Rhein- und Moselweine konsumiert wurden.
Dabei war auch der einzelne Winzer Teil des Strukturwandels. Durch die von Bayern eingeleitete Ablösung der Grundherrschaften stiegen die Weinproduzenten in den Orten zu Einzelunternehmern auf. Das bisherige Know-how über den Weinverkauf lag allerdings bei den Grundherren. Obwohl die Professionalisierung schnell nachgeholt werden konnte, hatte auch unter dieser Anpassungsphase der Weinbau zu leiden. Qualitätsanbau gelang den Winzern in den Jahrzehnten nach 1800 nur selten. Die Folge war ein umfassender Niedergang des fränkischen Weinbaus. Selbst die Ackerbürger Volkachs, die bisher fast ausschließlich vom Weinbau und dem -handel gelebt hatten, wurden zu Nebenerwerbswinzern.
Profiteure dieser krisenhaften Situation waren lediglich einige kleine Weinorte an der Mainschleife, die in ihren Gemarkungen die klimatisch begünstigen Steillagen bebauten. Insbesondere Escherndorf, bisher ein hochstiftisch-würzburgischer Weinort im Amt Volkach, gelang es durch seine Lagegunst aufzusteigen. In Escherndorf betrieb man seit Jahrhunderten Weinbau als Monokultur, die Grundherrschaften überließen das Wissen über den Anbau den Bewohnern. Die Escherndorfer hatten lediglich mit dem Fehlen von Mist zum Düngen zu kämpfen, weil die Gemarkung fast ausschließlich von Wein eingenommen wurde. So wurde der Mist aus Schweinfurt nach Escherndorf gebracht.
Im Kernraum des Weinbaus setzte man in zunehmendem Maße auf den Obstanbau, der auf den aufgelassenen Weinbergsflächen betrieben wurde. So entstanden von Weinbergen und Streuobstwiesen bestandene Flächenmosaike. In den klimatisch weniger begünstigen Gebieten im Steigerwaldvorland und Steigerwald verschwand der Wein vielerorts ganz. In den größeren Städten entlang des Mains machte der Beruf des Industriearbeiters ab der Mitte des 19. Jahrhunderts den Winzern Konkurrenz. In den wachsenden Betrieben in Schweinfurt, Bamberg und Würzburg konnten die Häckersöhne Arbeit finden und verließen die elterlichen Betriebe.

### Weinhandelsstadt Kitzingen
Der neuerliche Niedergang des Weinbaus im beginnenden 19. Jahrhundert wirkte sich erst mit einiger Zeitverzögerung auf den Weinhandel aus. Durch innovative Geschäftsmodelle, wie den persönlichen Besuch der Kunden, stieg insbesondere Kitzingen am Maindreieck zu einer Weinhandelsstadt auf. Dabei konzentrierten sich die Kitzinger Händler nicht nur auf Frankenweine, sondern nahmen auch Mosel- und Rheinweine in ihre Portfolios auf. Erst in den 1850er und 1860er erreichte die Krise des fränkischen Weinbaus auch den Handel und viele der christlichen Weinhändler wanderten in andere Berufe ab.
In diese Zeit fiel die Aufhebung des Matrikelparagraphen des bayerischen Judenedikts. Fortan erhielten jüdische Familien die volle Freizügigkeit. In Kitzingen setzte der amtierende Bürgermeister Andreas Schmiedel früh für die Ansiedlung jüdischer Weinhändler ein. Viele jüdische Geschäftsleute, die ursprünglich in anderen Branchen tätig waren, wichen auf den Weinhandel aus. Es handelte sich bei dem Gewerbe um eine Branche, für die keine speziellen Befähigungsnachweise erforderlich waren.
Ab den 1890er Jahren machte der jüdische Bevölkerungsanteil in Kitzingen etwa 5 % der Gesamtbevölkerung aus. Obwohl die Juden in der Mainstadt nur eine kleine Minderheit bildeten, stellten sie bis zum Ersten Weltkrieg zumeist über die Hälfte der Weinhändler in der Stadt, zeitweise über 50 Betriebe. Dabei entstanden eigene Vertriebswege. Die Unternehmer erwarben den Wein bei Großhändlern mit eigenen Kellern und Fässern. Anschließend etikettierten die Händler die von ihnen abgefüllten Flaschen nur noch. Um die Händler herum siedelten sich weitere Branchen, wie Speditionen, Fassfabriken, Druckereien und eine Kunstschmiede für die Lagergerüste von Weinflaschen in Kitzingen an.
Dem Kitzinger Weinhandel gelang dieser Erfolg auch, weil sich die Händler nicht nur auf den Nahraum konzentrierten. Statt wie im Mittelalter vor allem die Stadt Nürnberg oder Frankfurt im Blick zu haben, verkaufte man den Wein nun bevorzugt nach Nord-, Mittel- und Ostdeutschland. Hierzu wurden in Kitzingen eigene Zollamtskeller für die Ausfuhr eingerichtet. Man setzte auf einen festen Kundenstamm, der aus vermögenden Bevölkerungsschichten bestand. Unter der Woche reisten die Händler zu diesen Kunden.
Zu den bekanntesten Weinhandelsfirmen in Kitzingen gehörte die 1864 im benachbarten Großlangheim gegründete Weinhandlung „Nathan Fromm G. m. b. H.“. Zu den Kunden der Firma zählten unter anderem der Deutsche Lloyd und die Bewirtungsgesellschaft Mitropa. Zeitweise waren in Kitzingen 89 Personen in der Weingroßhandlung beschäftigt, wobei der Umsatz der Firma Fromm ca. 50 % des Gesamtumsatzes der Kitzinger Händler in einem Jahr ausmachte. 1929 zog das Unternehmen nach Bingen am Rhein um.

### Neue Anbaumethoden und Genossenschaften

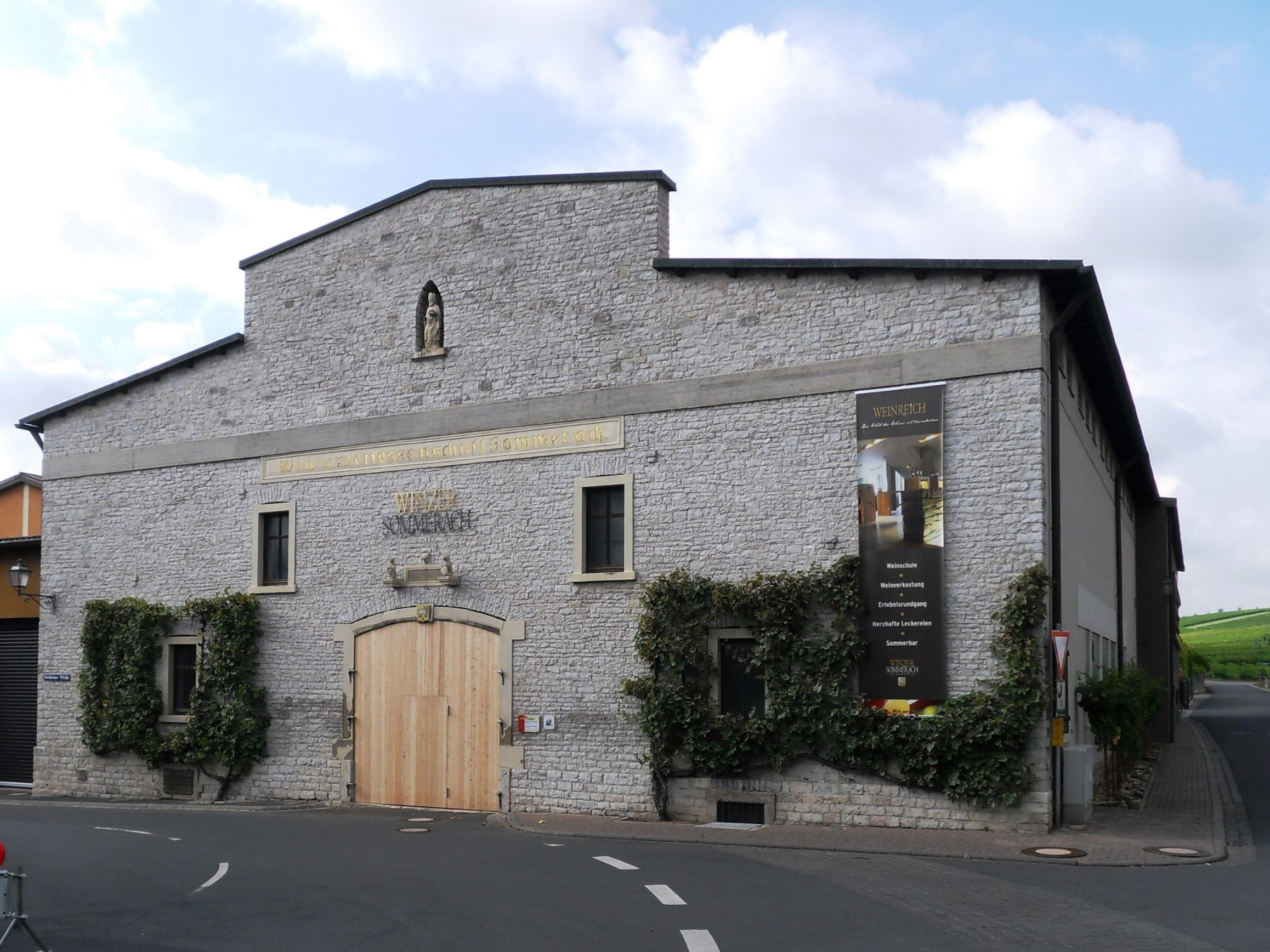
Gebäude der ältesten Winzergenossenschaft Frankens in Sommerach

Der rapide Niedergang des Weinbaus konnte durch die in der zweiten Hälfte des 19. Jahrhunderts einsetzende Professionalisierung von Ausbildung und Zucht zunächst verzögert werden. Im Jahr 1836 wurde in Würzburg der „Weinbau-Verein“ gegründet. Eine Schule für den Weinbau wurde 1874 ins Leben gerufen. Eine dauerhafte Einrichtung zur Ausbildung von Winzern wurde jedoch erst 1902 mit der Königlichen Wein-, Obst- und Gartenbauschule, der heutigen Bayerischen Landesanstalt für Weinbau und Gartenbau, in Veitshöchheim geschaffen.
Daneben setzte sich bereits ab der zweiten Hälfte des 19. Jahrhunderts eine Veränderung der Anbaumethoden durch. Hatten die fränkischen Winzer bisher vor allem auf den Ertrag an Trauben geblickt, der im Herbst an den Weinstöcken hing, entstand nun ein Trend zum Qualitätsanbau. Um den Wein einer einzelnen Rebsorte zuordnen zu können, verschwand deshalb der Anbau im sogenannten Gemischten Satz. Die Sortenreinheit führte außerdem dazu, dass nun auch Qualitätsrebsorten wie Riesling, Traminer oder Spätburgunder auf den fränkischen Weinbauflächen angebaut wurden.
Den absoluten Tiefpunkt erreichte der fränkische Weinbau mit dem Aufkommen der Reblaus, die ab 1902 in den Weinbergen nachweisbar ist. Das Insekt befiel vor allem die Wurzeln der Weinstöcke und zerstörte weitere Flächen. Waren um 1850 noch 10.000 Hektar mit Weinreben bepflanzt, sank die Zahl bis in die 1970er Jahre auf lediglich 3.000 Hektar. Besonders drastisch äußerte sich der Niedergang in den Weinbaugebieten des Steigerwaldvorlandes. War eine Fläche von Rebläusen befallen, wurde ein Betretungsverbot ausgesprochen und gegen das Tier mit chemischen Mitteln vorgegangen. Danach lag der Weinberg zwei Jahre lang brach. Zwar erhielten die Betroffenen eine Entschädigung, diese fiel aber sehr niedrig aus.
Von den Befällen profitierten die großen Weingüter, weil sie brachliegende Flächen billig zukaufen konnten. In Iphofen wurde insbesondere dem Juliusspital vorgeworfen, sich auf Kosten der kleineren Weinbauern zu bereichern. Zugleich setzte aber auch ein Umdenken bei den politisch Verantwortlichen ein. Kurz nach dem Aufkommen der Reblaus in Franken setzten sich überall neue Ideen zur Wasserversorgung der Weinberge durch. Daneben professionalisierte sich auch die Rebenzucht durch die Anlage lokaler Rebschulen zusehends.
An den Beginn des 20. Jahrhunderts fiel auch die Gründung von Winzergenossenschaften. Als Vorbilder dienten die bereits bestehenden Genossenschaften an Rhein und Mosel, weshalb man Experten aus diesen Gebieten zu Vorträgen nach Franken einlud. Als erste Winzergenossenschaft gilt der am 26. Februar 1902 vollzogene Zusammenschluss der Sommeracher Häcker. Zunächst finanzierte man die Bezahlung der Genossen über Kredite, pro Zentner Traubengut erhielten sie zwischen 8,50 und 9,50 Mark. Der Weinjahrgang 1902 wurde allerdings bereits mit großem Absatz verkauft, sodass sich der Zusammenschluss schließlich aus den Gewinnen trug. → siehe auch: Winzer Sommerach

### Wiedererstarken ab den 1950er Jahren

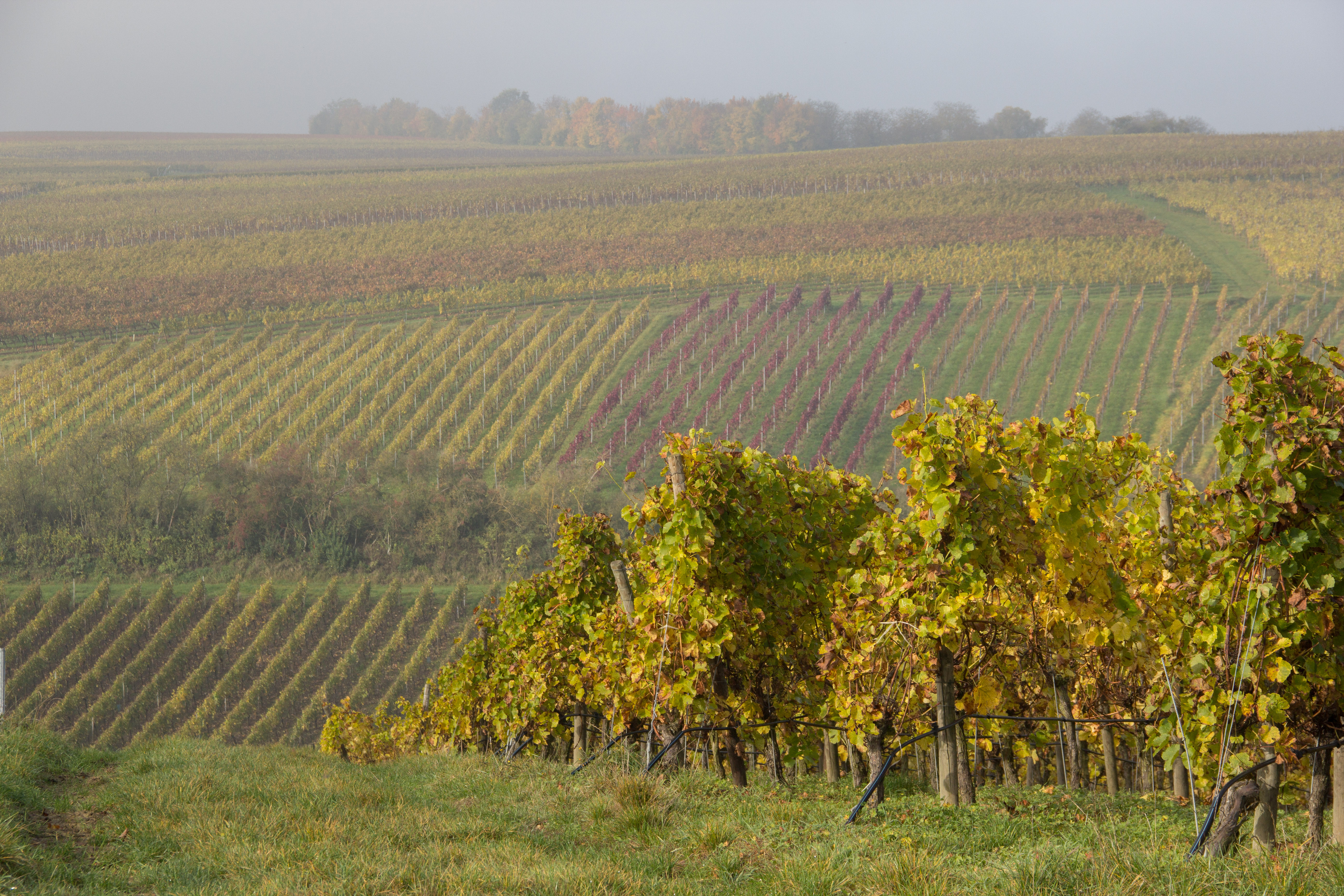
Die flurbereinigte Weinbergsfläche auf der Weininsel bei Nordheim am Main

Die Erneuerungen der ersten Hälfte des 20. Jahrhunderts führten nicht direkt zu einer Verbesserung der Situation des fränkischen Weinbaus. Erst nach dem Zweiten Weltkrieg begann die Professionalisierung Früchte zu tragen. Hierzu trug auch die Gründung der Gebietswinzergenossenschaft bei. Im Jahr 1959 entstand in Würzburg „Zentralkellerei fränkischer Winzergenossenschaften Würzburg eGmbH“. Mit ihren modernen Kelter- und Abfüllanlagen erhielten die kleinen Weingüter die Möglichkeit, ihre Trauben zentral zu vermarkten. Heute sitzt die viertgrößte Gebietswinzergenossenschaft Deutschlands als „Winzergemeinschaft Franken eG“ in Kitzingen-Repperndorf.
Nach dem Zweiten Weltkrieg begann sich auch ein Verfahren langsam durchzusetzen, dass in der Lage war, den Reblausbefall flächenschonend und präventiv zu bekämpfen. Bis dahin waren die Rebstöcke zweimal im Jahr mit Kupfer besprüht worden, was allerdings die weitere Ausbreitung nicht verhinderte. Nun importierte man reblausresistente, amerikanische Weinstöcke, auf deren Wurzelstöcke die fränkischen Reben aufgepfropft wurden (Pfropfrebe). Hierdurch konnte der Befall wirkungsvoll bekämpft werden. Die Reblaus ist heute in Franken weitgehend ausgestorben.
Die Maßnahmen gegen die Reblaus wurden ergänzt um einen tiefgreifenden Eingriff in die Struktur der Weinberge. Die Flurbereinigung, also die Zusammenlegung von durch die Realteilung zersplittertem Landbesitz, hatte bereits in der Weimarer Republik begonnen. Erst in den 1960er und 1970er Jahren griff sie jedoch auf größere Flächen über. Die Flurbereinigung, in deren Zuge auch gut befahrbare Weinbergswege angelegt wurden, führte zu einer leichteren Bearbeitbarkeit der Flächen. Zugleich verarmte aber auch die Landschaft, die Weinbergsflächen bildeten nun große Monokulturen. In der Folge entschieden einige der Weinbaugemeinden am Obermain und im Steigerwaldvorland, auf die Umlegung zu verzichten. Die größten, reinen Weinbergsflächen bestehen heute auf der sogenannten Weininsel zwischen Nordheim am Main und Sommerach.

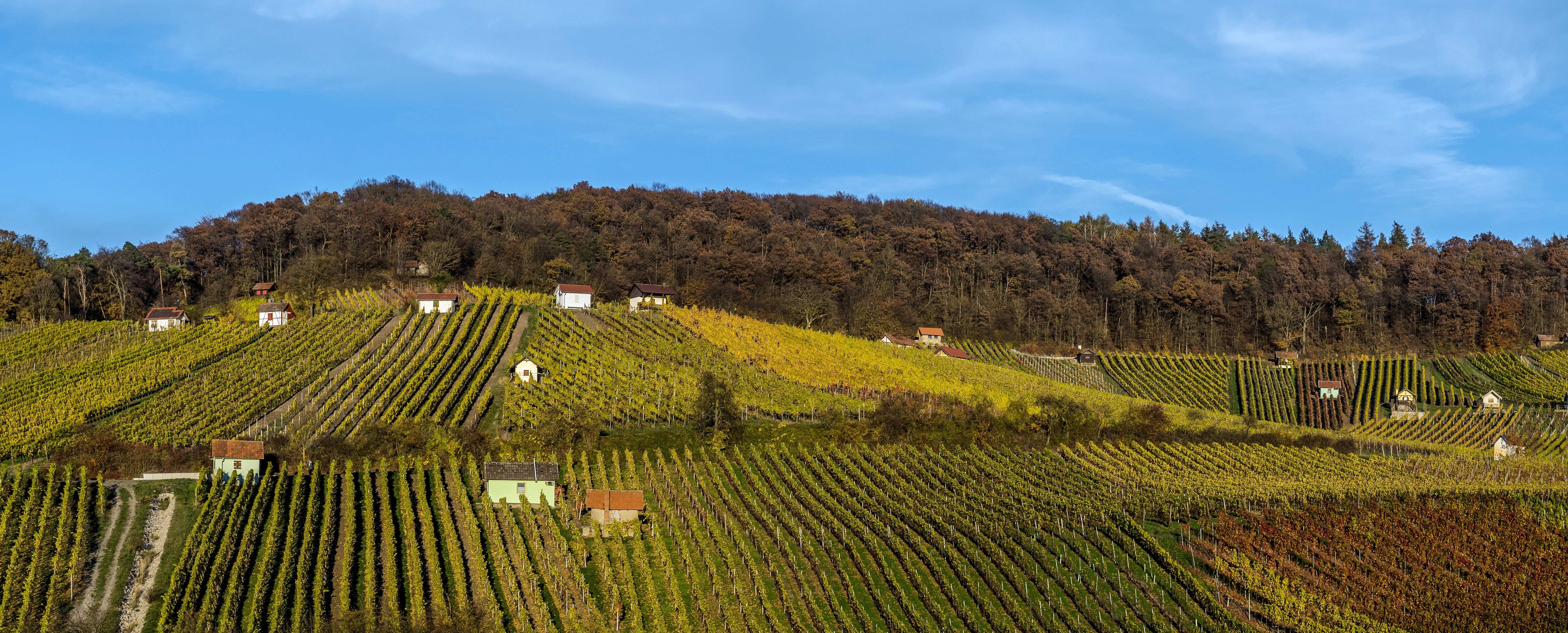
Nicht flurbereinigte Weinbergsfläche mit sogenannten Weinbergshäuschen in Donnersdorf-Falkenstein

Der landschaftliche Reiz der fränkischen Weinbaugebiete war in der Nachkriegszeit auch von der Tourismusbranche erkannt worden. Weinkultur-Tourismus setzte insbesondere entlang der Mainschleife, Würzburg und Aschaffenburg ein. Hierzu legte man Lehrpfade durch die Weinberge an. Die Stadt Volkach etablierte ab 1949 ein Weinfest (Fränkisches Weinfest Volkach), auf denen die örtlichen Winzer ihre Jahresproduktion vermarkten konnten. Viele andere Gemeinden folgten dem Vorbild. In Volkach und der Umgebung setzte eine starke Ausrichtung auf den Tourismus ein, die sich bis heute in vielen Events zum Thema Wein ausdrückt. Teil der Vermarktungsstrategie wurde auch die Wahl regionaler Weinhoheiten. Seit dem Jahr 1950 wurde eine fränkische Weinkönigin als Repräsentantin des Anbaugebietes gewählt. Daneben entstand als überregionale Tourismusstraße die Bocksbeutelstraße.
Mit den bayerischen Gebietsreformen in den 1970er Jahren ging eine weitere Professionalisierung der Vermarktung des Weines einher. Die neugeschaffenen Flächeneinheiten setzten auf zentralere Vermarktungsstrategien, die zunächst zumeist von kommunaler Seite getragen wurden. So firmiert der neuentstandene Landkreis Kitzingen, in dem der Schwerpunkt des fränkischen Weinbaus zu finden ist, seit den 1970er Jahren als „Weinlandkreis“. Die Rebe findet sich ab den 1960er Jahren in mehreren Kreis- und Ortswappen. In der Folge wuchs die Rebfläche wieder. So waren im Jahr 2015 6.231 Hektar Fläche in Franken mit Reben bestockt, was eine Verdopplung seit den 1970er Jahren darstellt. Diese Fläche ist seit 30 Jahren weitgehend konstant.
Das durch den Tourismus beförderte Wachstum der Weinbauflächen führte zu einer wachsenden Zahl an Qualitätsweingütern. Hierzu trug auch die durch das Weingesetz von 1971 ausgelöste Vereinheitlichung der Etikettierung bei. Die teilweise kleinteiligen Lagebezeichnungen wurden zusammengelegt, so bildet der Würzburger Stein heute mit ca. 85 Hektar die größte zusammenhängende Einzellage Deutschlands. Die fränkischen Weingüter stehen heute nicht nur in Konkurrenz mit anderen deutschen Gütern, sondern vermarkten ihre Produkte teilweise weltweit. Mit dem Juliusspital besteht in Würzburg das zweitgrößte Weingut Deutschlands im Anbaugebiet.
Die enge Anbindung an den Tourismus führte auch zu einer Ausdifferenzierung der einzelnen Großregionen das Anbaugebietes. So entstanden im Jahr 2017 aus den drei klassischen Bereichen Mainviereck, Maindreieck und Steigerwald eine nach Schwerpunkten ausgerichtete Bereichseinteilung mit insgesamt 12 Bereichen. Diese Binnengliederung des Gebietes wird von kommunaler Seite weiter vorangetrieben. So entstand im Landkreis Miltenberg der Fränkische Rotweinwanderweg. Alleinstellungsmerkmale, wie der im traditionellen Weißweingebiet geübte Rotweinanbau, werden auch von einzelnen Weingütern immer deutlicher betont.